# Lérida
Lérida (oficialmente en catalán: Lleida pronunciación en catalán: /ˈʎejðɛ/) es un municipio y una ciudad española, capital de la provincia homónima y de la comarca del Segriá, situada en la comunidad autónoma de Cataluña.
Su término municipal cuenta con una población de 144 739 habitantes (INE 2024) y una superficie de 211,7  km², uno de los más extensos de Cataluña. Es la segunda capital catalana más importante en número de habitantes, por detrás de Barcelona.
Existen pruebas de asentamientos en el área de la ciudad de Lérida desde al menos la Edad del Bronce. Desde el siglo VI a. C. y hasta la conquista romana, Lérida se convirtió en la principal ciudad de los ilergetes, un pueblo ibero que la denominó Iltirta. Los romanos la denominaron Ilerda y en los tiempos del emperador Augusto recibió la condición de municipio, perteneciendo al conventus Caesaraugustanus (Zaragoza). En 716-719 la ciudad fue invadida por los musulmanes y reconquistada en 1149 por las tropas de Ramón Berenguer IV y Ermengol VI. En 1150 recibió la Carta de Población.
En 1300 Jaime II funda el Estudio General de Lérida, que sería la primera universidad de Cataluña y de la antigua Corona de Aragón, así como la tercera de España tras las de Palencia y Salamanca.[cita requerida]
Entre los bienes de interés cultural ubicados en el municipio destacan las dos catedrales, La Seo Vieja y la Catedral Nueva, el Palacio de la Paeria o el Antiguo Hospital de Santa María. En materia de equipamientos culturales, encontramos el nuevo Museo Diocesano y Comarcal, el Auditorio Municipal Enric Granados, el Teatro del Escorxador y el futuro Museo de la Ciencia y el Clima.
Lérida es un importante núcleo de servicios y es la ciudad de referencia en materia de asistencia hospitalaria, centros educativos, oferta cultural y de ocio, etc. en una amplia zona que incluye las comarcas de la provincia leridana y algunas aragonesas. Según un estudio económico, el área de influencia comercial de Lérida tiene 497 678 habitantes.
La economía de la ciudad se asienta de manera mayoritaria en el sector servicios, que emplea al 71,4 % de la población (2001), seguido de la industria (13,1 %), la construcción y la agricultura (4,2 %). Fira de Lleida es la segunda institución ferial catalana después de Fira Barcelona. Además, para potenciar este mercado y favorecer el denominado turismo de congresos, Lérida estrenó en 2010 La Lonja de Lérida, un edificio que hace las funciones de palacio de congresos y teatro.
La ciudad está bien comunicada por carreteras, autopista y autovías. La A-2 y la AP-2 la unen con Madrid, Zaragoza, Barcelona y Tarragona, la autovía A-22 con Huesca y la A-14 con Viella. En materia de transporte público, tiene una importante estación ferroviaria de la que parten trenes de alta velocidad, larga distancia, regionales y en un futuro de cercanías. Desde su estación de autobuses salen diversas líneas interurbanas que la conectan con prácticamente todos los pueblos y ciudades de su alrededor. En cuanto a movilidad interna, cuenta con una red de autobuses urbanos de 23 líneas. Desde enero de 2010, está en funcionamiento el aeropuerto de Lérida-Alguaire, ubicado a 15 km de la ciudad.

## Toponimia
Desde su fundación, la ciudad de Lérida ha tenido diferentes topónimos: Iltiŕta en tiempos de los iberos, también conocidos como los ilergetes, Ilerda durante la época hispanorromana; Larida en la época hispanomusulmana; Leyda en la Edad Media y actualmente:
- «Lérida» es la denominación tradicional en español,[12] recomendada por la Real Academia Española.[13]
- «Lleida» es la denominación tradicional en catalán desde la Baja Edad Media.[14] Es la única denominación oficial de la ciudad desde 1980.[15]

El Real decreto 2115/1978, de 26 de julio, otorgó a la Generalidad de Cataluña la capacidad de alterar las denominaciones de los municipios, y en junio de 1980 decretó el cambio de «Lérida» a «Lleida» a petición del propio ayuntamiento de la ciudad. Las Cortes Generales aprobaron también el cambio de denominación de la provincia en 1992.

## Geografía
La capital de la comarca del Segriá se sitúa a 100 kilómetros de Tarragona, a 112 kilómetros de Huesca, a 151 kilómetros de Zaragoza, a 159 kilómetros de Barcelona y a 226 kilómetros de Gerona.
Su término municipal, se extiende en dirección noroeste-sureste por el Segriá, y abarca desde los límites administrativos con Aragón hasta el límite con la comarca del Plana de Urgel. Es el municipio más extenso de la comarca, ocupando un 15 % de la superficie del Segriá. Aparte de la ciudad central, el municipio cuenta con las entidades descentralizadas de Sucs y Raimat, y los núcleos de población de Llivia, Las Torres de Sanui y Butsènit. 
| Noroeste: Almacellas, Gimenells y Pla de la Font, Tamarite de Litera (Huesca) y Torrefarrera (exclave) | Norte: Alpicat, Torrefarrera y Torreserona | Nordeste: Corbíns y Alcoletge          |
| Oeste: Alcarrás                                                                                        |                                            | Este: Bell Lloch y Alamús              |
| Suroeste: Montoliu y Sudanell                                                                          | Sur: Albatarrech, Alfés y Aspa             | Sureste: Artesa de Lérida y Torregrosa |

### Relieve[18]
La ciudad se estructura alrededor del cerro de la Seo Vieja (274 m), en la margen derecha del río Segre. El centro de la ciudad se alza a 175 m sobre el nivel del mar. Esta silueta característica preside el horizonte de gran parte de la llanura de Lérida. Una parte muy importante del término municipal constituye la llamada Huerta de Lérida.
Las partes más bajas del término municipal corresponden al valle del Segre, a 140 m de altitud. Alrededor del mismo se encuentra la línea de colinas que enmarcan la llanura baja aluvial. La parte oriental del término pertenece a la Plana de Urgel, irrigada y transformada con los regadíos del Canal de Urgel, con el Tosar de Moradillo (243 m) como única elevación destacable, mientras que en la parte más suroriental se encuentra la zona de secano por excelencia del municipio, que toma la configuración de hondonadas y mesetas. En perpendicular a los cerros situados a pie de río se encuentra la sierra Larga (209 m), mientras que, en el noreste, se ubica la llanura de la Cerdera, con el cerro de las Torres (332 m), que es el punto más elevado del territorio. Al norte se encuentran las mesetas de Raimat y Sucs, con el Canal de Aragón y Cataluña y con la línea de colinas de la sierra del Coscollar (317 m).
El 89 % de la superficie municipal es plana y únicamente un 3 % del término presenta pendientes superiores al 20 % (se concentran en las laderas de las diversas colinas dispersas por el término). El predominio absoluto de los terrenos planos hace que no existen condicionantes geomorfológicos relevantes para la ocupación del suelo.

### Clima

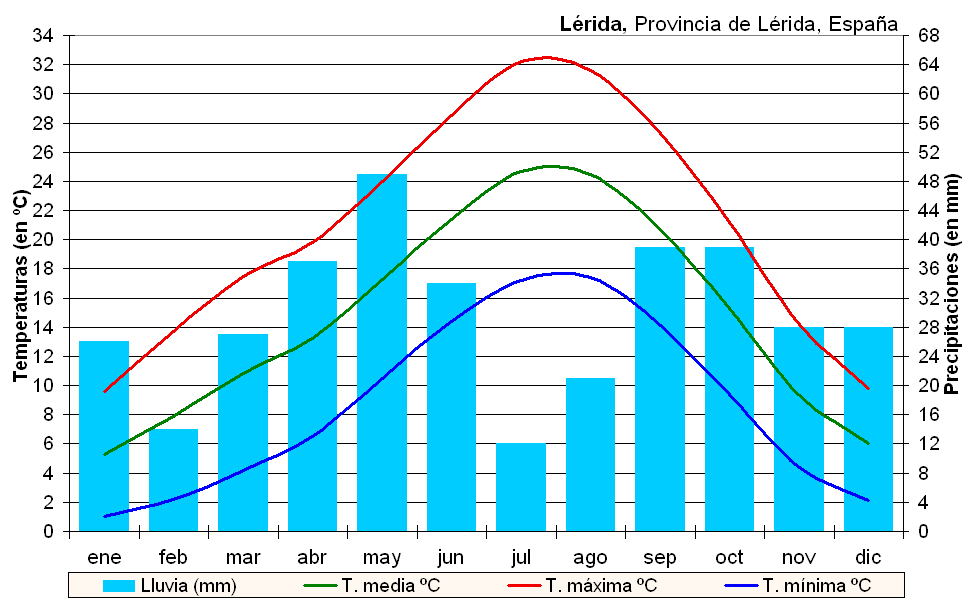
Climograma de Lérida

De acuerdo con la clasificación climática de Köppen Lérida tiene un clima semiárido frío (BSk), que es el propio del valle del Ebro. Los inviernos son húmedos y muy fríos y los veranos cálidos. El promedio de precipitación anual es bastante escaso, de unos 353 mm, con mínimos en verano e invierno y máximos en primavera y otoño. No es extraño que a lo largo del año puedan registrarse temperaturas de algunos grados centígrados bajo cero en invierno y de hasta más de 40 °C en verano. Es característica la niebla que en invierno suele ocupar el valle del Segre durante días.
| Parámetros climáticos promedio de observatorio de Lérida (186 m s. n. m.) (periodo de referencia: 1991-2020, extremas: 1983-presente) | Parámetros climáticos promedio de observatorio de Lérida (186 m s. n. m.) (periodo de referencia: 1991-2020, extremas: 1983-presente) | Parámetros climáticos promedio de observatorio de Lérida (186 m s. n. m.) (periodo de referencia: 1991-2020, extremas: 1983-presente) | Parámetros climáticos promedio de observatorio de Lérida (186 m s. n. m.) (periodo de referencia: 1991-2020, extremas: 1983-presente) | Parámetros climáticos promedio de observatorio de Lérida (186 m s. n. m.) (periodo de referencia: 1991-2020, extremas: 1983-presente) | Parámetros climáticos promedio de observatorio de Lérida (186 m s. n. m.) (periodo de referencia: 1991-2020, extremas: 1983-presente) | Parámetros climáticos promedio de observatorio de Lérida (186 m s. n. m.) (periodo de referencia: 1991-2020, extremas: 1983-presente) | Parámetros climáticos promedio de observatorio de Lérida (186 m s. n. m.) (periodo de referencia: 1991-2020, extremas: 1983-presente) | Parámetros climáticos promedio de observatorio de Lérida (186 m s. n. m.) (periodo de referencia: 1991-2020, extremas: 1983-presente) | Parámetros climáticos promedio de observatorio de Lérida (186 m s. n. m.) (periodo de referencia: 1991-2020, extremas: 1983-presente) | Parámetros climáticos promedio de observatorio de Lérida (186 m s. n. m.) (periodo de referencia: 1991-2020, extremas: 1983-presente) | Parámetros climáticos promedio de observatorio de Lérida (186 m s. n. m.) (periodo de referencia: 1991-2020, extremas: 1983-presente) | Parámetros climáticos promedio de observatorio de Lérida (186 m s. n. m.) (periodo de referencia: 1991-2020, extremas: 1983-presente) | Parámetros climáticos promedio de observatorio de Lérida (186 m s. n. m.) (periodo de referencia: 1991-2020, extremas: 1983-presente) |
| Mes | Ene. | Feb. | Mar. | Abr. | May. | Jun. | Jul. | Ago. | Sep. | Oct. | Nov. | Dic. | Anual |
| --- | --- | --- | --- | --- | --- | --- | --- | --- | --- | --- | --- | --- | --- |
| Temp. máx. abs. (°C) | 23.5 | 23.4 | 28.5 | 33.0 | 36.8 | 43.4 | 43.2 | 41.4 | 37.2 | 34.1 | 26.0 | 20.6 | 43.4 |
| Temp. máx. media (°C) | 10.3 | 14.0 | 18.4 | 21.2 | 25.5 | 30.3 | 33.2 | 32.8 | 27.9 | 22.3 | 15.1 | 10.0 | 21.7 |
| Temp. media (°C) | 5.7 | 7.8 | 11.5 | 14.3 | 18.4 | 22.8 | 25.5 | 25.4 | 21.1 | 16.2 | 9.9 | 5.9 | 15.4 |
| Temp. mín. media (°C) | 1.1 | 1.6 | 4.7 | 7.3 | 11.3 | 15.3 | 17.8 | 18.0 | 14.2 | 10.1 | 4.7 | 1.8 | 9.0 |
| Temp. mín. abs. (°C) | -14.2 | -7.6 | -7.0 | -2.2 | 0.5 | 6.0 | 9.5 | 7.1 | 3.7 | -1.5 | -7.5 | -9.5 | -14.2 |
| Precipitación total (mm) | 26 | 15 | 29 | 41 | 41 | 28 | 16 | 16 | 37 | 44 | 38 | 22 | 353 |
| Días de precipitaciones (≥ 1 mm) | 3.9 | 2.4 | 4.5 | 5.6 | 5.0 | 3.6 | 1.9 | 2.2 | 3.6 | 4.9 | 4.3 | 3.8 | 45.9 |
| Días de nevadas (≥ 0.01 mm) | 0.3 | 0.3 | 0.2 | 0.0 | 0.0 | 0.0 | 0.0 | 0.0 | 0.0 | 0.0 | 0.0 | 0.2 | 1.0 |
| Horas de sol | 118 | 178 | 239 | 255 | 298 | 330 | 366 | 329 | 264 | 208 | 138 | 96 | 2813 |
| Humedad relativa (%) | 81 | 70 | 63 | 60 | 56 | 51 | 50 | 54 | 62 | 72 | 79 | 84 | 65 |
| Fuente n.º 1: Agencia Estatal de Meteorología                                                                                         | | | | | | | | | | | | | |
| Fuente n.º 2: Agencia Estatal de Meteorología (extremos)                                                                              | | | | | | | | | | | | | |

## Servicios

### Comunicaciones
Desde 2005 Lérida forma parte de la Autoridad Territorial de la Movilidad del Área de Lérida (ATM Lleida), un consorcio que gestiona el transporte público de la ciudad y las comarcas catalanas de su área de influencia (Segriá, Noguera, Plana de Urgel, Urgel, Segarra y Las Garrigas).
La ATM Lleida inició en 2008 el Sistema Tarifario Integrado (STI) del Área de Lérida, que permite usar un único billete para usar los autobuses urbanos, interurbanos y los Ferrocarriles de la Generalidad (tramo Lérida-Áger de la Línea Lérida-Puebla de Segur). Los trenes regionales están actualmente excluidos del STI, pero se espera su incorporación tras el traspaso de las competencias a la Generalidad, firmado en noviembre de 2010.
El STI del área de Lérida incluye 149 municipios con 360 510 habitantes (INE 2010), en una extensión de 5543 km².

#### Carreteras
Las principales vías de acceso a la ciudad por carretera son la autopista AP-2 y la Autovía del Nordeste A-2 (entre los pK 455 y 466), que la conectan con Madrid, Zaragoza, Barcelona y Tarragona. La antigua carretera N-IIa persiste entre Alcarrás y la carretera LL-12.
La carretera N-240 permite la comunicación con Huesca y Tarragona. Desde la conexión de esta carretera con la Autovía del Nordeste, está desdoblada en la autovía A-22. La carretera N-230 se dirige hacia Viella (parte de ella está desdoblada en la autovía A-14).
Otras carreteras autonómicas son la C-12 (conecta Tortosa con Balaguer), la C-13 (comunica con Balaguer y Tremp).
La ciudad tiene una Variante Sur llamada LL-11 que conecta la zona sur de la ciudad desde la autovía LL-12, que sirve de acceso a la autopista AP-2, hasta la A-2 sentido Barcelona. 
| Identificador | Denominación                                 | Itinerario                                                                                         | Distancia                    |
| ------------- | -------------------------------------------- | -------------------------------------------------------------------------------------------------- | ---------------------------- |
| AP-2 E-90     | Autopista Zaragoza - Mediterráneo            | Zaragoza - Lérida - Vendrell - AP-7                                                                | 220 km                       |
| A-2           | Autovía del Nordeste (Ronda Norte de Lérida) | Madrid - Guadalajara - Medinaceli - Zaragoza - Lérida - Barcelona - Gerona - La Junquera - Francia | 624 km                       |
| A-14          | Autovía de la Ribagorza                      | Lérida - Almenar - Benabarre - Sopeira - Viella - Caneján                                          | 95 km (17 km en servicio)    |
| A-22          | Autovía del Camino Catalán                   | Lérida - Monzón - Barbastro - Huesca                                                               | 111,2 km (98 km en servicio) |
| LL-11         | Acceso este a Lérida                         | A-2 Bell Lloch - LL-12                                                                             | 12 km                        |
| LL-12         | Acceso Sur a Lérida                          | AP-2 - LL-11 - Lérida                                                                              | 6 km                         |
| C-13          | Eje del Pallars / Ronda Sur de Lérida        | LL-12 (Lérida) - Alcoletge                                                                         | 10 km                        |
| C-13B         | Variante Sur de Lérida                       | C-13 - LL-11                                                                                       | 4,2 km                       |

| Identificador | Denominación                                | Itinerario                                                                                        | Distancia |
| ------------- | ------------------------------------------- | ------------------------------------------------------------------------------------------------- | --------- |
| N-II          | Carretera de Madrid a Francia por Barcelona | Madrid - Alcalá de Henares - Guadalajara - Zaragoza - Lérida - Barcelona - Gerona - Francia       | 790 km    |
| N-240         | Carretera de Tarragona a Bilbao             | Tarragona - Valls - Montblanch - Lérida - Barbastro - Huesca - Jaca - Pamplona - Vitoria - Bilbao | 550 km    |
| N-230         |                                             | Lérida - Alfarrás - Benabarre - Pont de Suert - Vilaller - Viella - Bosost - Francia              | 187 km    |
| C-12          | Eje del Ebro                                | Tortosa - Mora de Ebro - Flix - Mayals - Lérida - Balaguer - Áger                                 | 210 km    |
| C-13          | Eje del Pallars                             | Lérida - Balaguer - Tremp - Puebla de Segur - Sort - Esterri de Aneu C-28                         | 160 km    |
| C-230a        |                                             | Lérida - Albatárrech - Sudanell - Sarroca - Llardecáns                                            | 34 km     |
| L-702         |                                             | Lérida - Artesa de Lérida - Puigvert de Lérida - Castelldans                                      | 17 km     |
| LP-9221       |                                             | Lérida - Llivia - Torreserona – Benavent de Lérida - Portella - Albesa                            | 15 km     |

Distancias:
| Capitales | Distancia (km) | Pueblos   | Distancia (km) | Pueblos        | Distancia (km) | Pueblos       | Distancia (km) | Pueblos   | Distancia (km) |
| --------- | -------------- | --------- | -------------- | -------------- | -------------- | ------------- | -------------- | --------- | -------------- |
| Gerona    | 225 km         | Balaguer  | 30 km          | Cervera        | 60 km          | Tremp         | 86 km          | Viella    | 163 km         |
| Barcelona | 160 km         | Tárrega   | 47 km          | Borjas Blancas | 26 km          | Pont de Suert | 123 km         | Puigcerdá | 206 km         |
| Tarragona | 100 km         | Mollerusa | 26 km          | Seo de Urgel   | 130 km         | Solsona       | 100 km         |           |                |

#### Ferrocarril

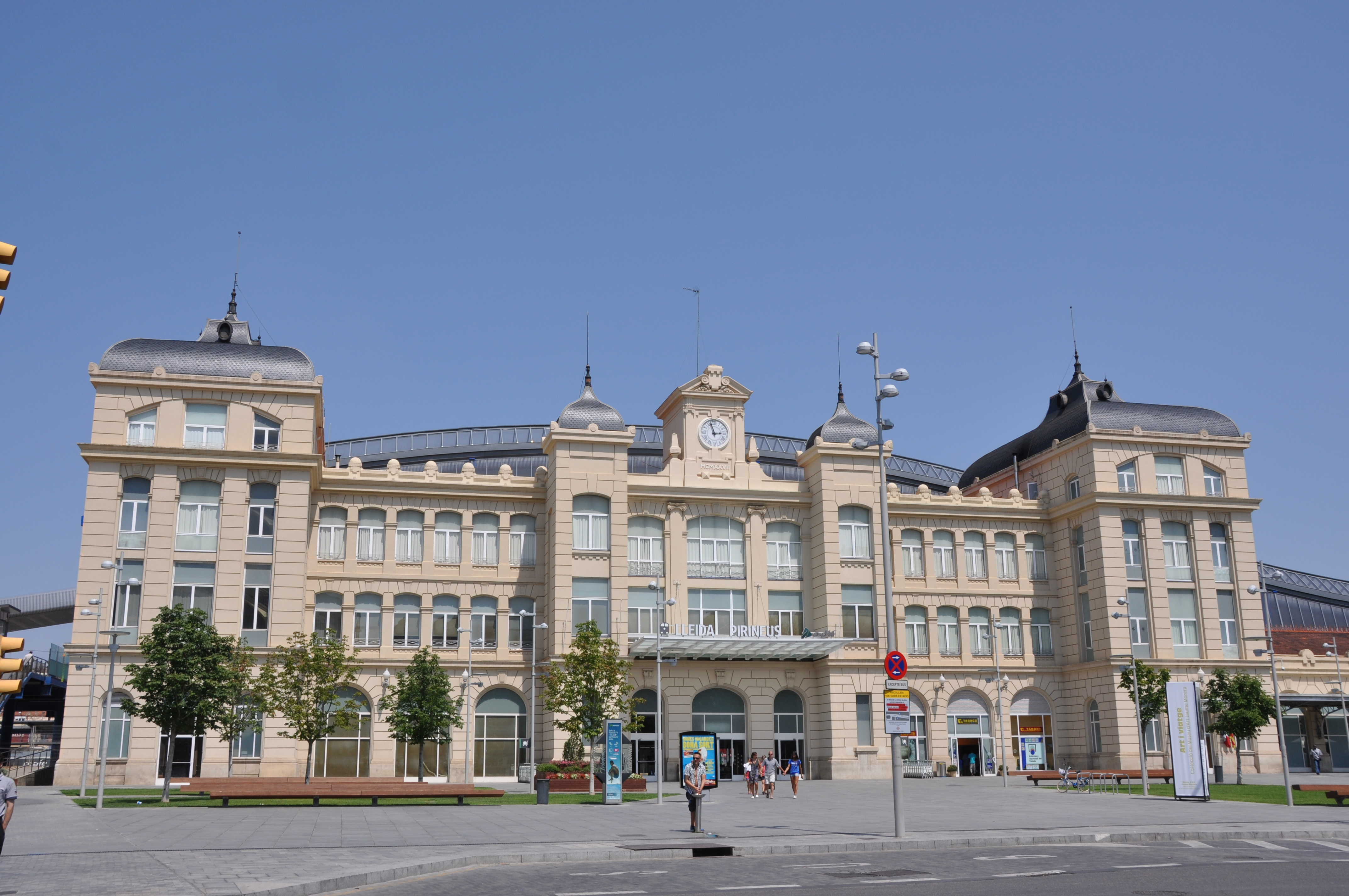
Estación de tren

Lérida dispone de una estación de tren (llamada estación de Lérida Pirineos) donde Renfe sirve varias líneas regionales, nacionales y, desde 2003, la Alta Velocidad Española (AVE). También está en estudio la implantación de un núcleo de cercanías ferroviario con municipios cercanos a la capital. Por otro lado, Ferrocarriles de la Generalidad de Cataluña (FGC) opera la línea Lérida-Puebla de Segur desde 2004. Además, Adif posee una terminal ferroviaria de mercancías en uno de los polígonos de la ciudad, la Instalación Logística de Pla de Vilanoveta.

#### Autobuses
Para facilitar la movilidad interna en la ciudad, Lérida dispone de una red municipal de doce líneas de autobuses gestionada por Autobuses de Lérida:
- 1- Interior
- 2- Ronda-Hospitales
- 3- Exterior-Hospitales
- 4- Pardiñas-Mariola
- 5- Dra.Castella-Arnau de Vilanova
- 6- Mercado Bordeta-Arnau de Vilanova
- 7- Magraners-Secano de San Pedro
- 8- Balafia-Clot-Centro
- 9- Polígonos
- 10- Llivia-Caparrella
- 11- Centro Histórico-Pardiñas
- 20- Ronda

Además de dos líneas adicionales 101 y 128 hacia Alpicat y Torefarrera que también efectúan paradas dentro de la ciudad y ayudan en la movilidad interna. Autobuses de Lérida cuenta con una flota de 44 autobuses, la práctica totalidad de ellos adaptados a personas con la movilidad reducida.
Por otra parte, varias líneas de autocares conectan Lérida con casi todos los municipios del Segriá y de otros de su provincia, Cataluña, resto de España y Europa. En los próximos años Lérida inaugurará una estación de autobuses nueva, que se ubicará al lado de la estación ferroviaria.

#### Aeropuerto

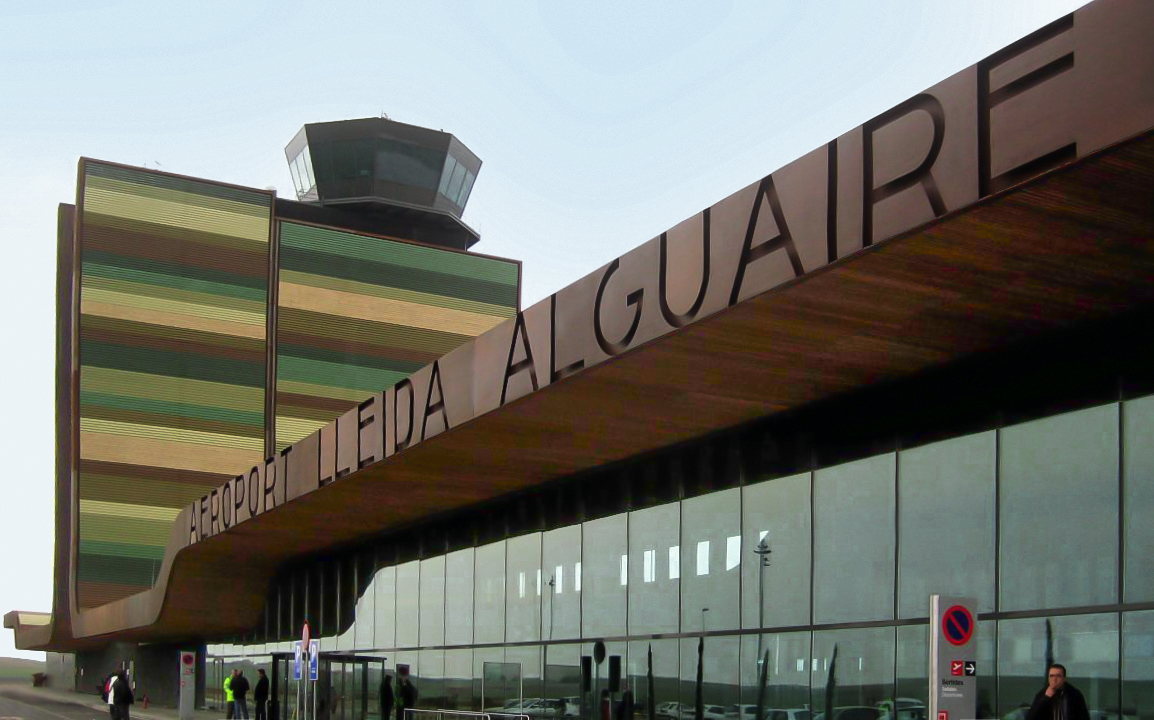
Aeropuerto de Lérida-Alguaire

La ciudad dispone del Aeropuerto de Lérida-Alguaire, turísticamente conocido como Lérida-Pirineos. El aeropuerto fue inaugurado el 17 de enero de 2010, contando con unas modernas instalaciones y un diseño vanguardista. Está situado a 15 kilómetros de la ciudad, en el término municipal de Alguaire. Actualmente operan dos compañías, Air Nostrum, con destino a Palma de Mallorca y Thomas Cook Airlines operando paquetes vacacionales destinados a esquiadores con destino a Londres (Gatwick), Mánchester, Belfast, Birmingham y Brístol. Air Nostrum opera entre julio y septiembre vuelos directos a Ibiza y Menorca.

## Historia

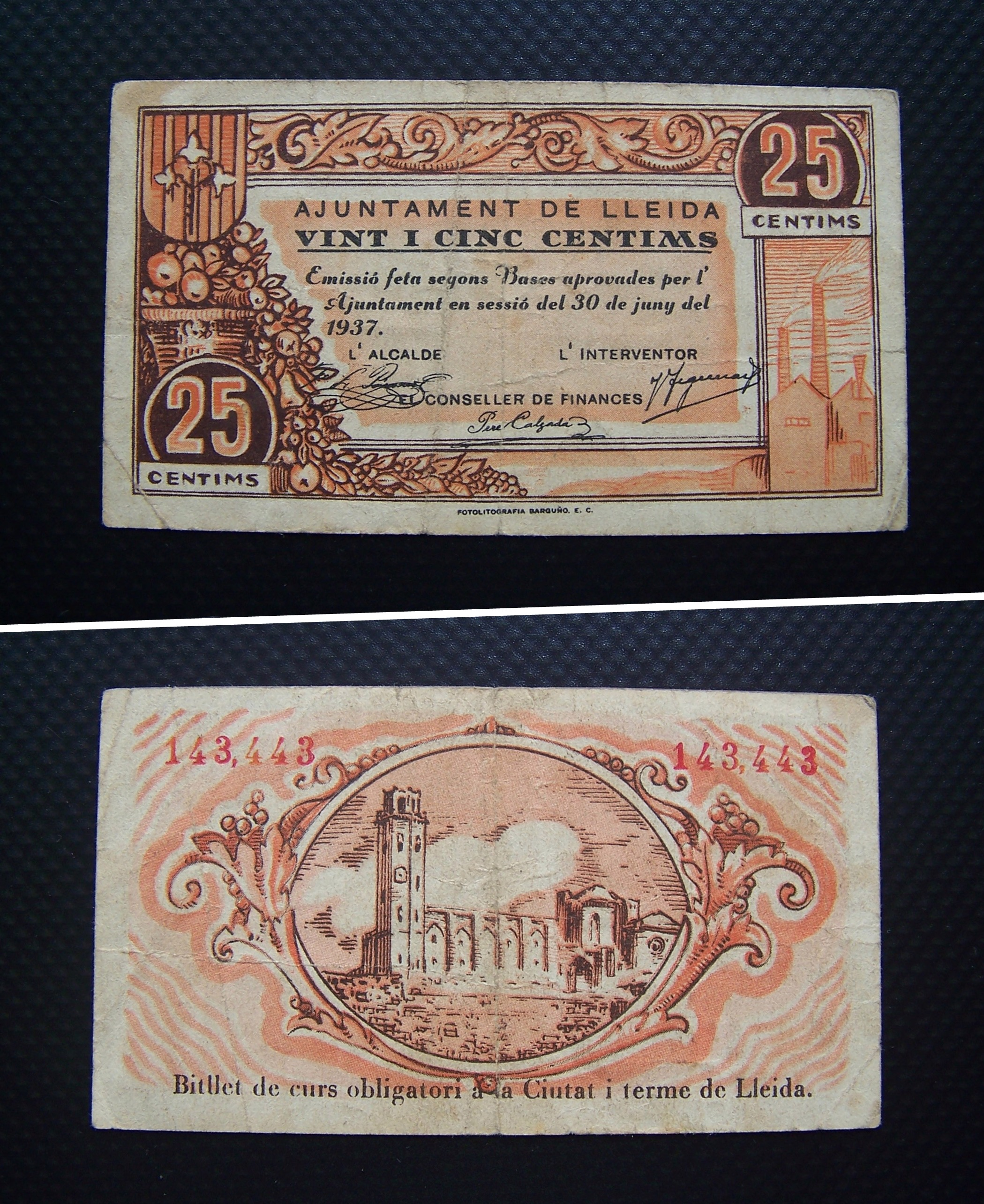
Billete local de 25 céntimos de peseta, de la Segunda República Española, emitido en Lérida, 1937

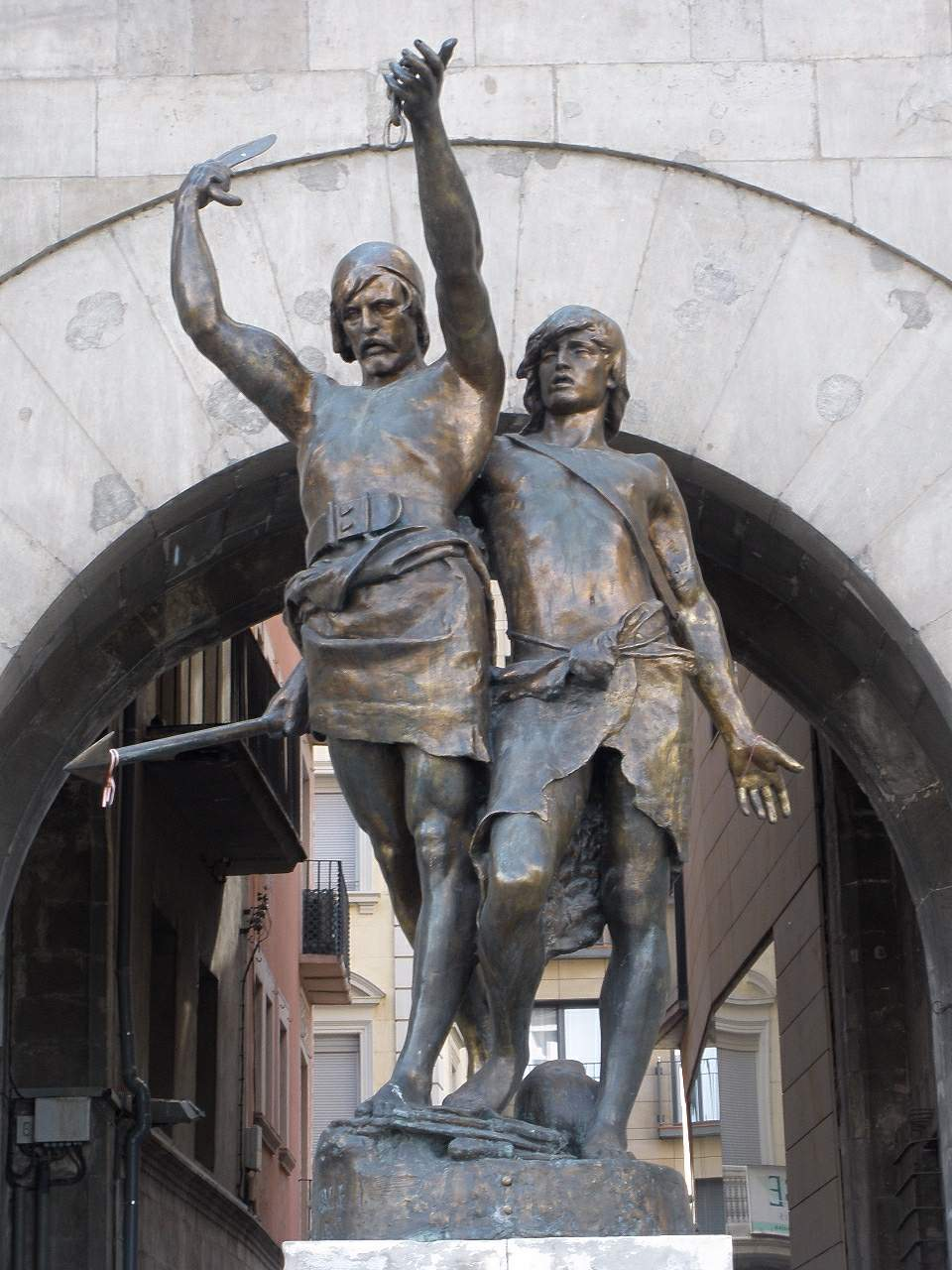
Monumento a Indíbil (izq.) y Mandonio (dcha.)

Iltirta (la Lérida en tiempos de los íberos) era la capital de los ilergetes. Sus caudillos más famosos fueron Indíbil y Mandonio que estaban aliados con los cartagineses contra los romanos. El año 215 a. C. fue decisivo. Tuvo lugar la batalla del Ebro, donde Asdrúbal, hermano de Aníbal y comandante del ejército cartaginés cae derrotado frente a los romanos. Sus aliados Indíbil y Mandonio serían finalmente dominados el año 206 a. C.
El año 195 a. C. trajo consigo una nueva e importante insurrección de las tribus ilergetas, lacetanas y ausetanas que fue sofocada por el cónsul Marco Porcio Catón y que supuso la muerte de los caudillos ilergetas Indíbil y Mandonio. El final de la segunda guerra púnica traería consigo la romanización y asimilación por parte de las estructuras indígenas de la cultura romana. Iltirta se convertiría en Ilerda. El año 49 a. C. Julio César libró una batalla de la guerra civil contra Cneo Pompeyo Magno delante de sus murallas.
Una época oscura, por los pocos datos que se tienen, fue la de la dominación visigoda aproximadamente desde el año 375 al 716. Los musulmanes se apoderaron de Lérida con facilidad en el año 714. La ocupación se produjo entre el 716 y 719, en que el emir Al-Aahm y después Al-Hur hicieron capitular a la ciudad, en tratos que se respetaron. Posteriormente, el magnate aragonés Fortún se convirtió al islam para mantener el poder lo que ayudaría a la sumisión del pueblo. El rey franco Ludovico Pío saqueó la ciudad en el 801, a los pocos días Amrus Al-Leridi la recuperó así como el resto de los territorios entre el 802 y el 809. Estas escaramuzas provocarían el endurecimiento del trato hacia los mozárabes, que finalmente tuvieron que emigrar. En el siglo IX los tugibíes constituyeron un reino de taifa, aunque fingiendo cierta fidelidad al emir de Córdoba. El último rey de Lérida fue Sulayman Sayyid-ad-Dawla, destronado por los almorávides en 1102. Estos usaron Lérida como base de incursión en los condados catalanes.

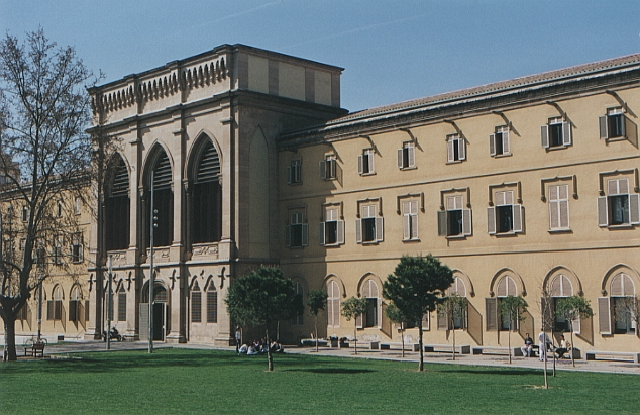
Universidad de Lérida

En 1149 la ciudad se rindió a las tropas cristianas de Ramón Berenguer IV de Barcelona y de Ermengol VI de Urgel. Se otorgó la Carta Puebla a la ciudad en 1150 en la que se nombraba como señor de la ciudad a Guillem Ramon I de Montcada, senescal de Barcelona. En 1264 Jaime I «el Conquistador», rey de la Corona de Aragón, otorgó a la ciudad el Privilegio de Concesión de la Paería, que en adelante sería la forma del gobierno municipal. En 1232 el mismo monarca concedió a la ciudad el Privilegio de Concesión de la Feria de San Miguel. En 1297, Jaime II fundó el famoso Estudio General (Studium Generale), gracias a una bula pontificia de Bonifacio VIII. El Estudio General es, por tanto, la universidad más antigua de la Corona de Aragón, y permaneció activa hasta 1717, cuando Felipe V ordenó su cierre y la destrucción del burgo universitario.

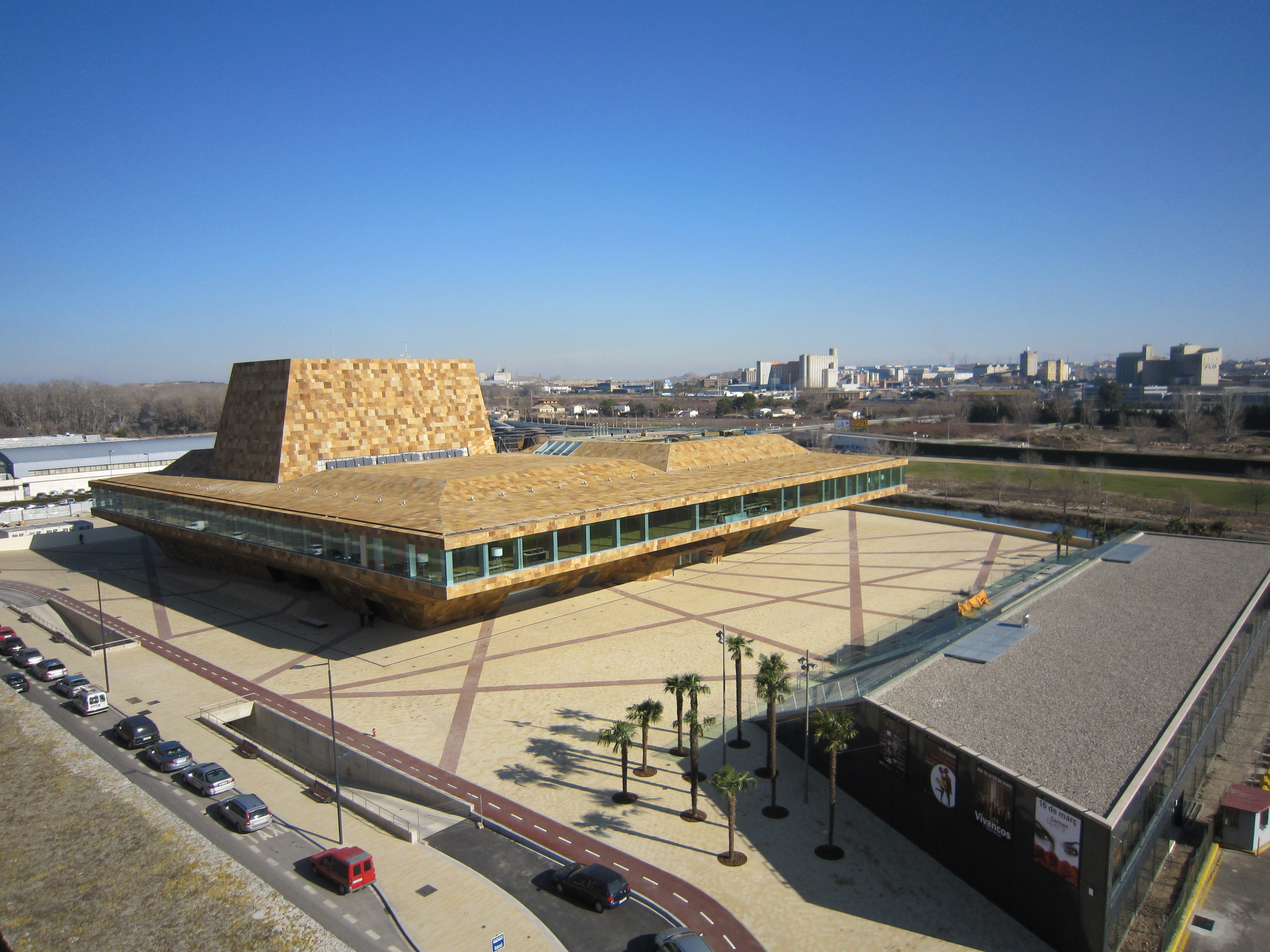
La Lonja

Los siglos siguientes estuvieron marcados por la recesión, agravados por guerras y epidemias que culminaron con la sublevación de Cataluña (1640-1652). La ciudad quedó deteriorada a causa de la destrucción provocada por el sitio borbónico de 1707, el cual comportó la destrucción de la mayor parte de la ciudad para construir la ciudadela, además de militarizar toda la ciudad y sus instituciones. Finalmente, con el decreto de Nueva Planta (1714), Lérida perdió sus fueros y la Universidad. La Seo Vieja, cerrada al culto desde 1797, se convirtió en cuartel militar. Durante el siglo XVIII, la ciudad recuperó su imagen y dimensión. Bajo el reinado de Carlos III se construyó la Catedral Nueva. Sus nuevos planteamientos ilustrados aportaron figuras, como el Marqués de Blondel y el Barón de Maials, que dieron a la ciudad una fisonomía urbanística acorde con su papel de capital de la provincia, y la aplicación a los cultivos de los nuevos estudios de agronomía.
A comienzo del siglo XIX, Lérida sufrió una nueva invasión, la napoleónica, en el transcurso de la Guerra de Independencia por un ejército del mariscal Suchet, y fue recuperada para los españoles por tropas del general Copons gracias a una audaz estratagema debida al militar y aventurero español de origen flamenco Juan Van Halen y Sartí, luego teniente general, que posteriormente por el mismo medio consiguió la toma de Mequinenza y del castillo de Monzón. El ferrocarril llegó a la ciudad en 1860. Tras la guerra civil española disminuyó la población. En noviembre de 1937 la ciudad sufrió un grave bombardeo por parte de la aviación del bando sublevado. Por su parte, entre 1938 y 1940 el Castillo de Lérida se convirtió, como ha constatado Gerard Pamplona, en un campo de concentración de prisioneros. En este fueron encerrados más de 20.000 prisioneros republicanos y los fallecidos enterrados en el cementerio de la ciudad, aunque posteriormente fueron enviados al Valle de los Caídos.

## Demografía
Lérida cuenta con una población de 144 739 habitantes (INE 2024).
| Gráfica de evolución demográfica de Lérida entre 1842 y 2021                                                        |
| |
| Población de derecho según los censos de población del INE Población de hecho según los censos de población del INE |

## Monumentos y lugares de interés

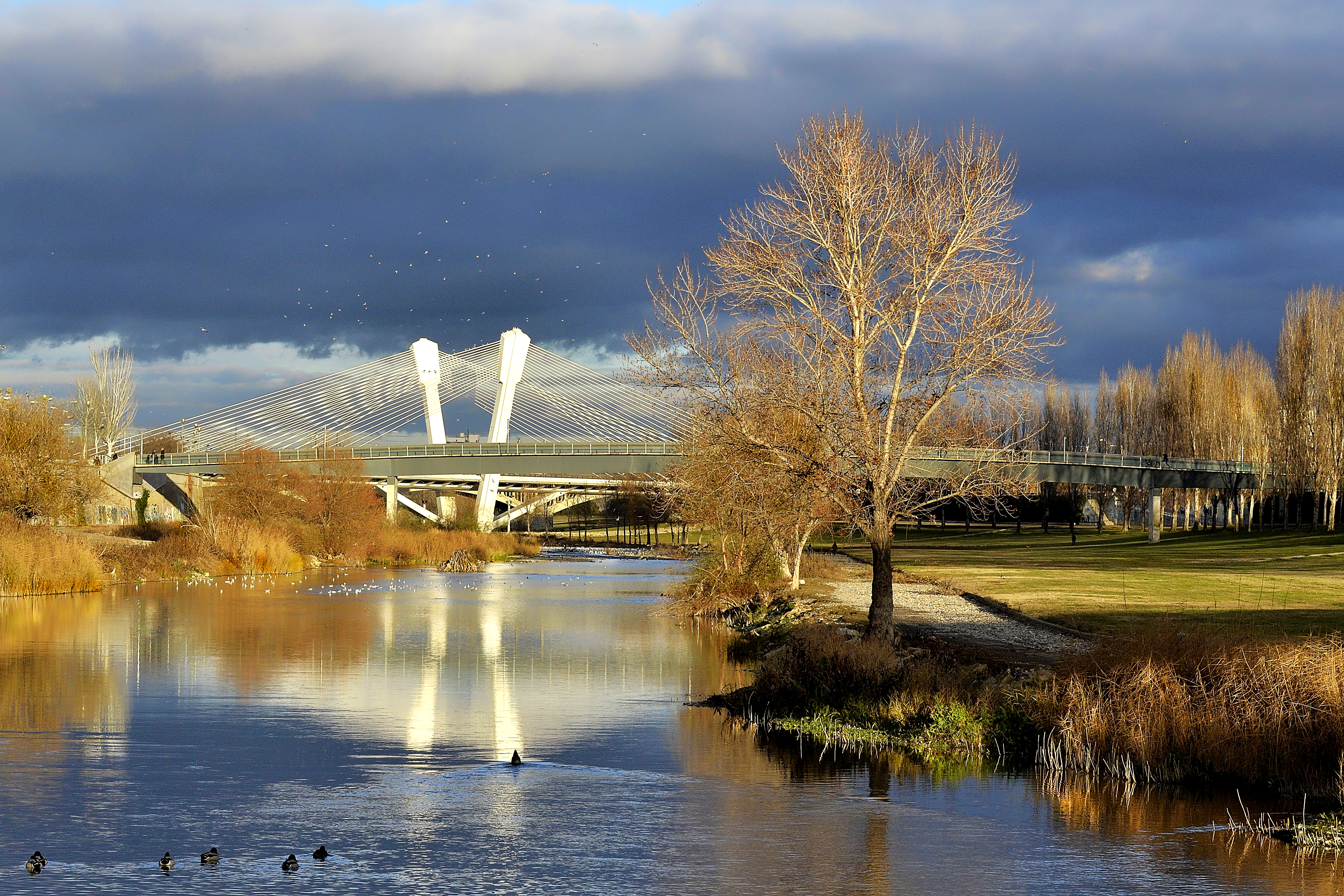
Río Segre a su paso por Lérida

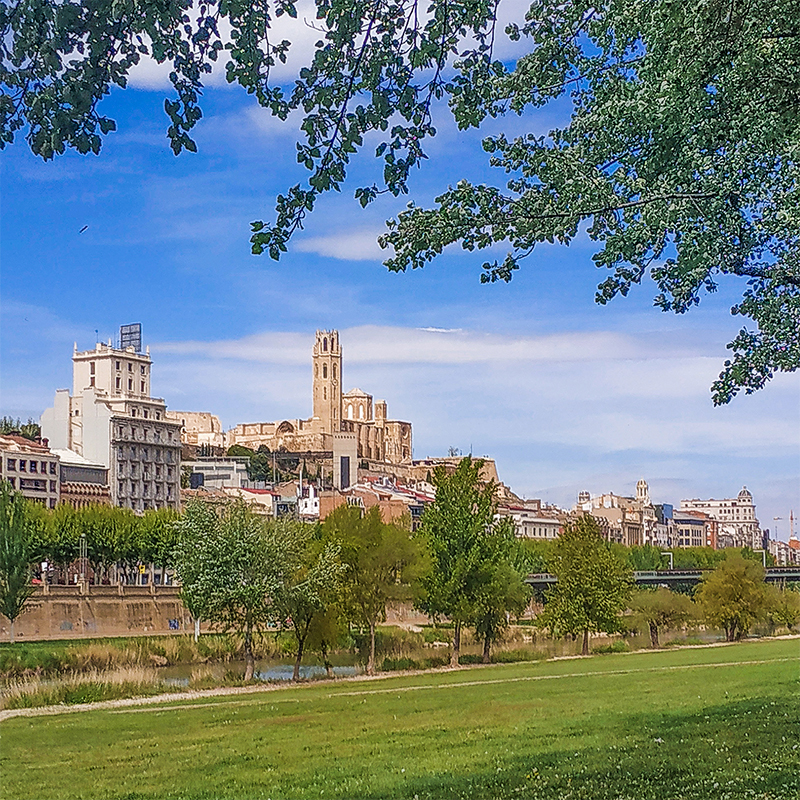
Vista de la Seo Vieja

- La Seo Vieja o Catedral Vieja del siglo XIII (1203-1278). El claustro es del siglo XIV y el campanario del XV.
- Parque de la Mitjana. Un parque natural junto a la ciudad de Lérida, el más grande de la ciudad.
- Centro de Arte la Panera: Centro de arte contemporáneo ubicado en la antigua lonja de contratación de la ciudad, edificio con columnata medieval del siglo XII y cierre perimetral del siglo XVII.
- Museo Diocesano y Comarcal.
- Museo de Arte Jaime Morera.
- Sala Cristófol.
- Sala Mercado del Pla.
- La Canalización: Comprende la zona colindante al río Segre y los jardines remodelados de los Campos Elíseos. Desde aquí se puede contemplar una vista de la Seo Vieja.
- Auditorio Municipal Enric Granados.
- La catedral nueva (siglo XVIII), de estilo barroco.
- La iglesia de San Juan, de estilo neogótico, corresponde al final del siglo XIX. Diseño a cargo de Julio Saracíbar y Celestí Capmany.

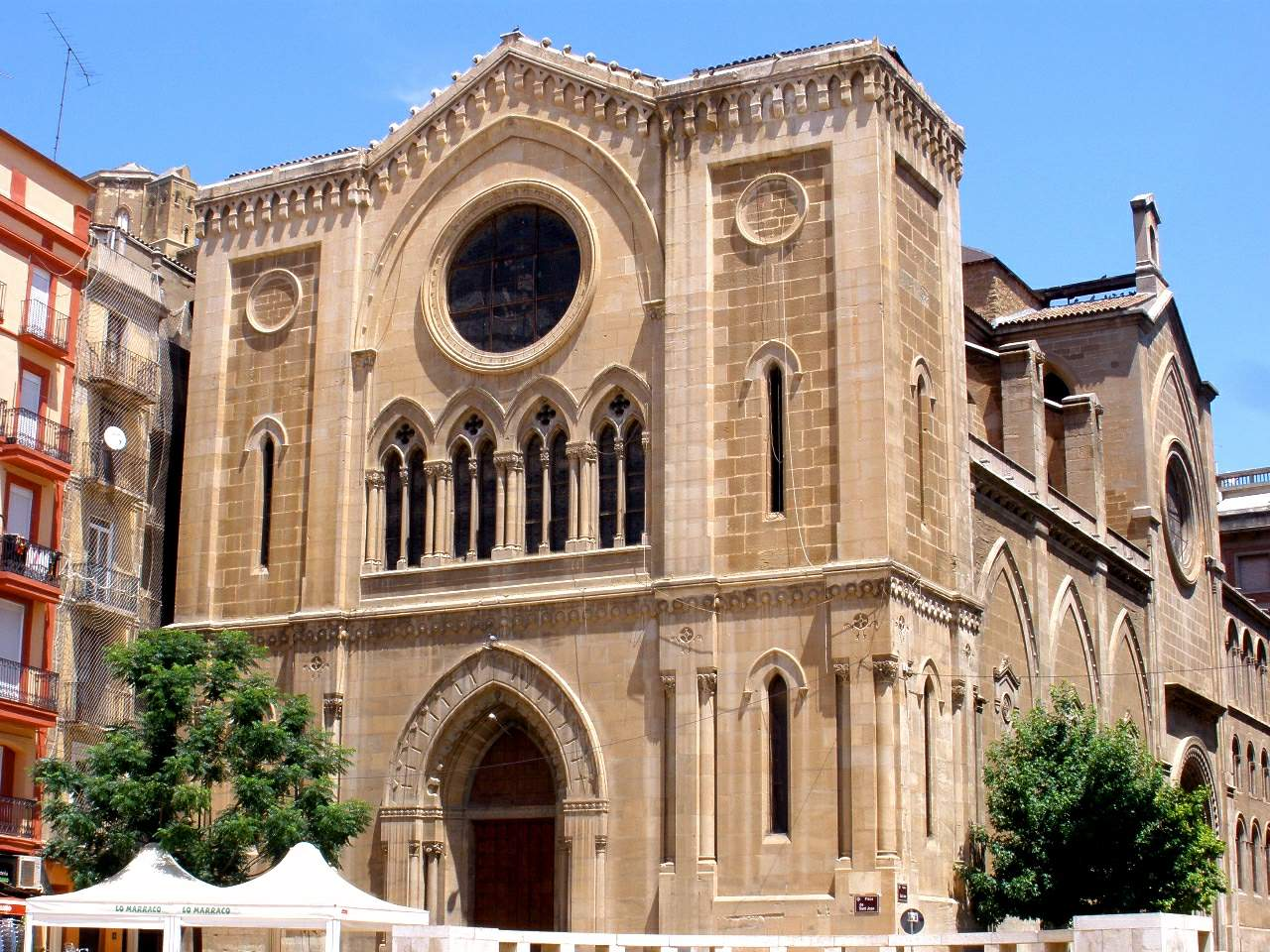
Iglesia de San Juan

- Antiguo Hospital de Santa María, frente a la catedral, un bello ejemplo de gótico civil, aloja diversos equipamientos culturales, entre ellos el museo arqueológico y sede del Instituto de Estudios Ilerdenses.
- Convento del Roser, antiguamente denominado Convento de San Domingo, su construcción se inició en 1669. Actualmente acoge las instalaciones del Parador Nacional de Turismo de Lérida.
- Castillo de La Suda, antiguo castillo mudéjar, emplazado detrás de la Seo Vieja, en la misma colina. En su recinto tuvo lugar en 1150 el enlace entre Ramón Berenguer IV y Petronila de Aragón, enlace que supuso la unión del condado de Barcelona con la Corona de Aragón. Fue arruinado en parte por dos explosiones, en 1812 y 1936.

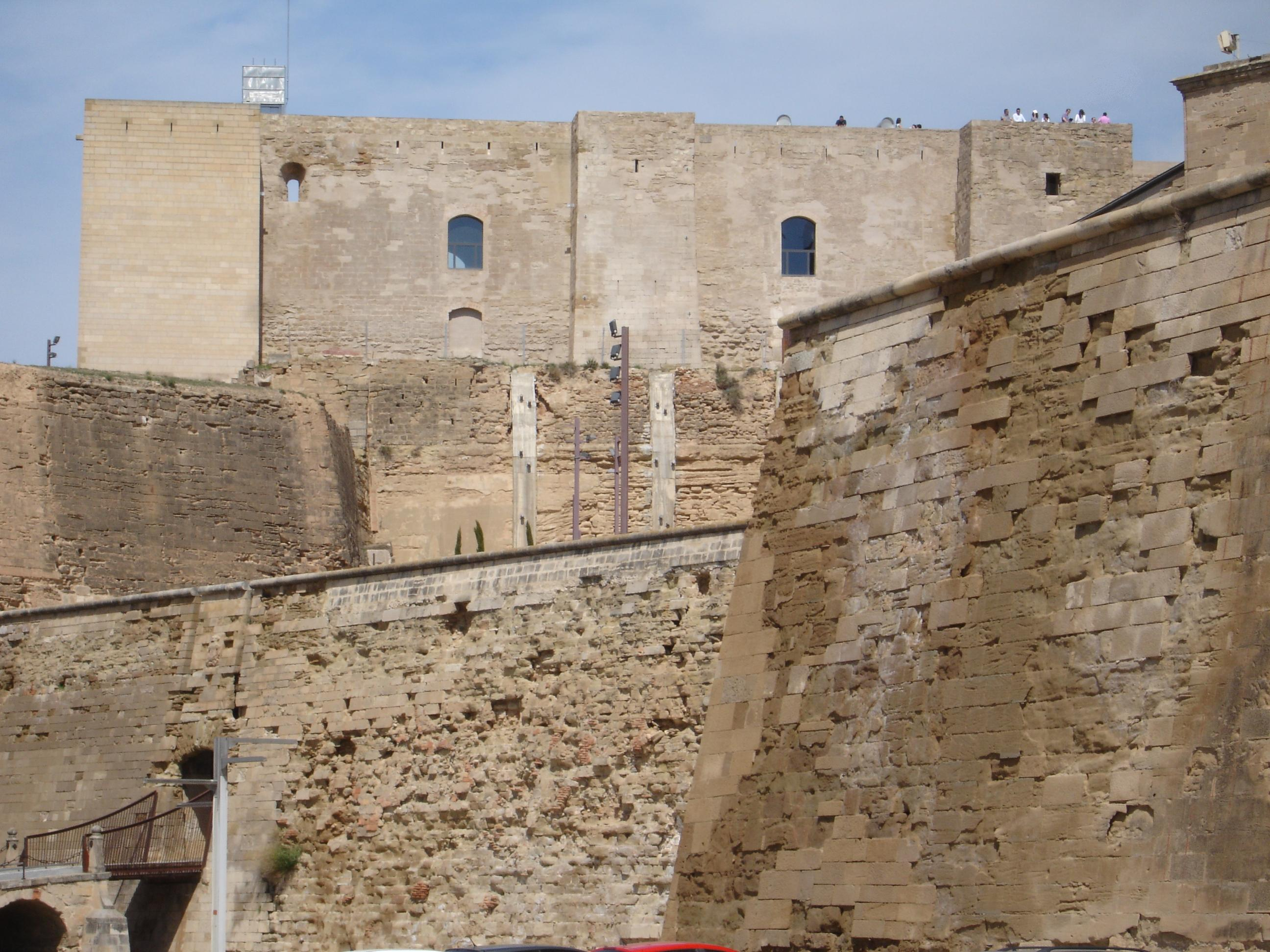
Castillo de La Suda

- Parque Científico y Tecnológico Agroalimentario de Lérida (PCiTAL), en el cerro de Gardeny.
- La Lonja de Lérida.
- Castillo templario de Gardeny (siglo XII).
- Varios inmuebles modernistas.[27]
- Estatua de Indíbil y Mandonio.
- Iglesia de San Lorenzo, de estilo románico y gótico.
- Palacio de la Paeria, sede del ayuntamiento, edificio románico civil.
- Zona nueva de Pardiñas y Balafia, que cuenta con la ciudad del básquet.
- Parque Municipal Las Balsas.
- Museo de la Ciencia, el Medio Ambiente y el Clima (en fase de construcción).[28]
- CaixaForum.
- Parque de los Campos Elíseos: es el parque urbano más antiguo de la ciudad, y cuenta con la Fuente de la Sirena.
- Iglesia románica de San Martín (siglo XII).
- Oratorio de la Virgen de los Dolores.
- El río Noguerola es subterráneo y pasa por debajo de la ciudad desembocando en el río Segre.
- Eje Comercial, la calle peatonal comercial más larga de Europa con unos 3 km de longitud.
- Parque de Santa Cecilia, en la vertiente norte del altiplano de la Seo Vieja.
- Arboretum Dr. Pius Font i Quer, inmenso jardín botánico situado en uno de los barrios de la ciudad (ciutat jardí) de más de 7 hectáreas de dimensión, con más de 18 espacios, donde cada uno de ellos representa una zona del planeta, desde el Pirineo, hasta el desierto, con una rambla mediterránea y bosques de la India. Árboles, arbustos y flores traídos de todo el planeta para exponer de forma reducida los rincones naturales de nuestro planeta en este precioso jardín en Lérida.
- Museo de la Automoción, detrás de los Campos Elíseos. El primero de titularidad totalmente pública y con entrada gratuita.

### Fuentes ornamentales

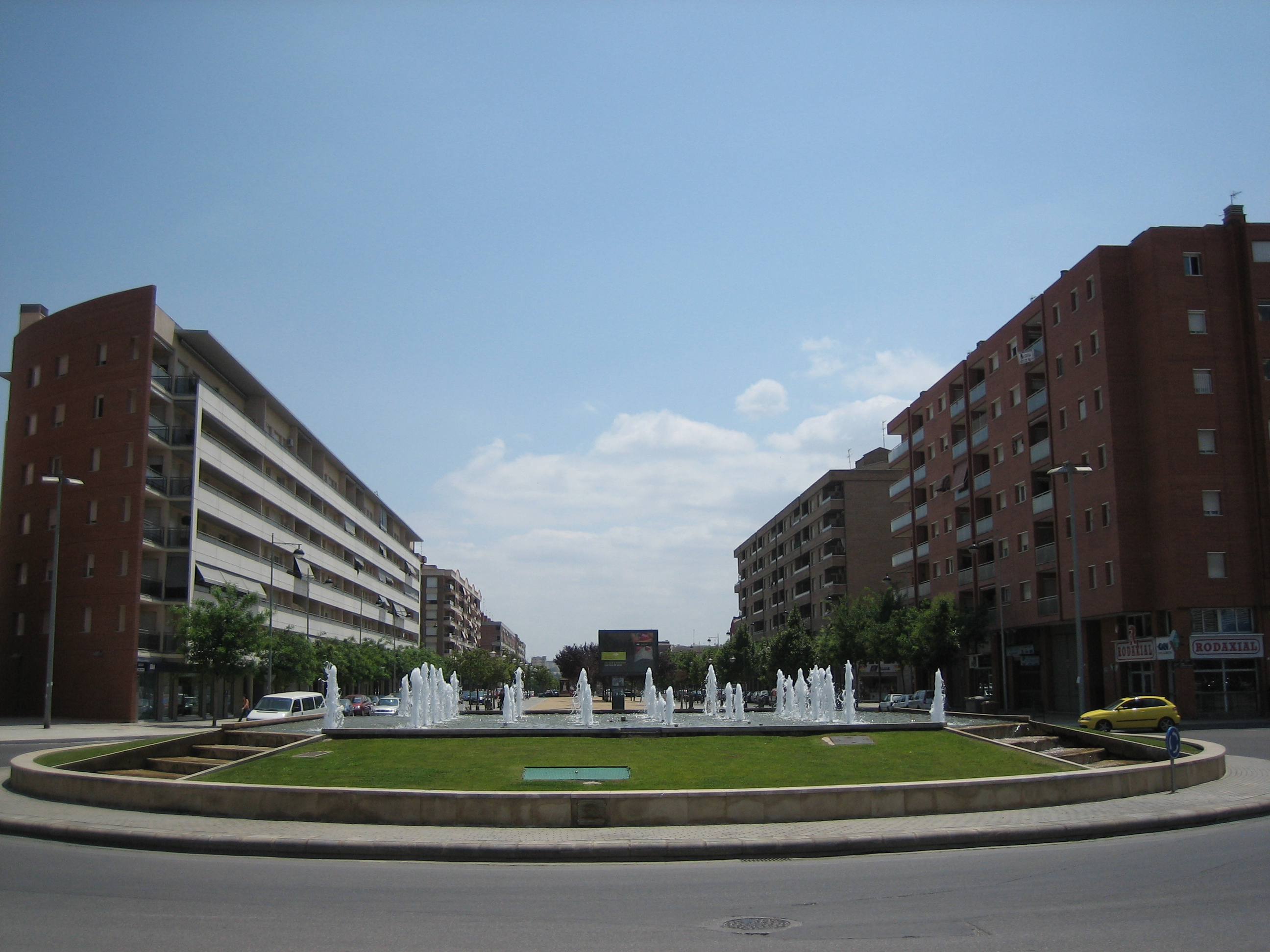
Fuente de la rambla de Pardiñas

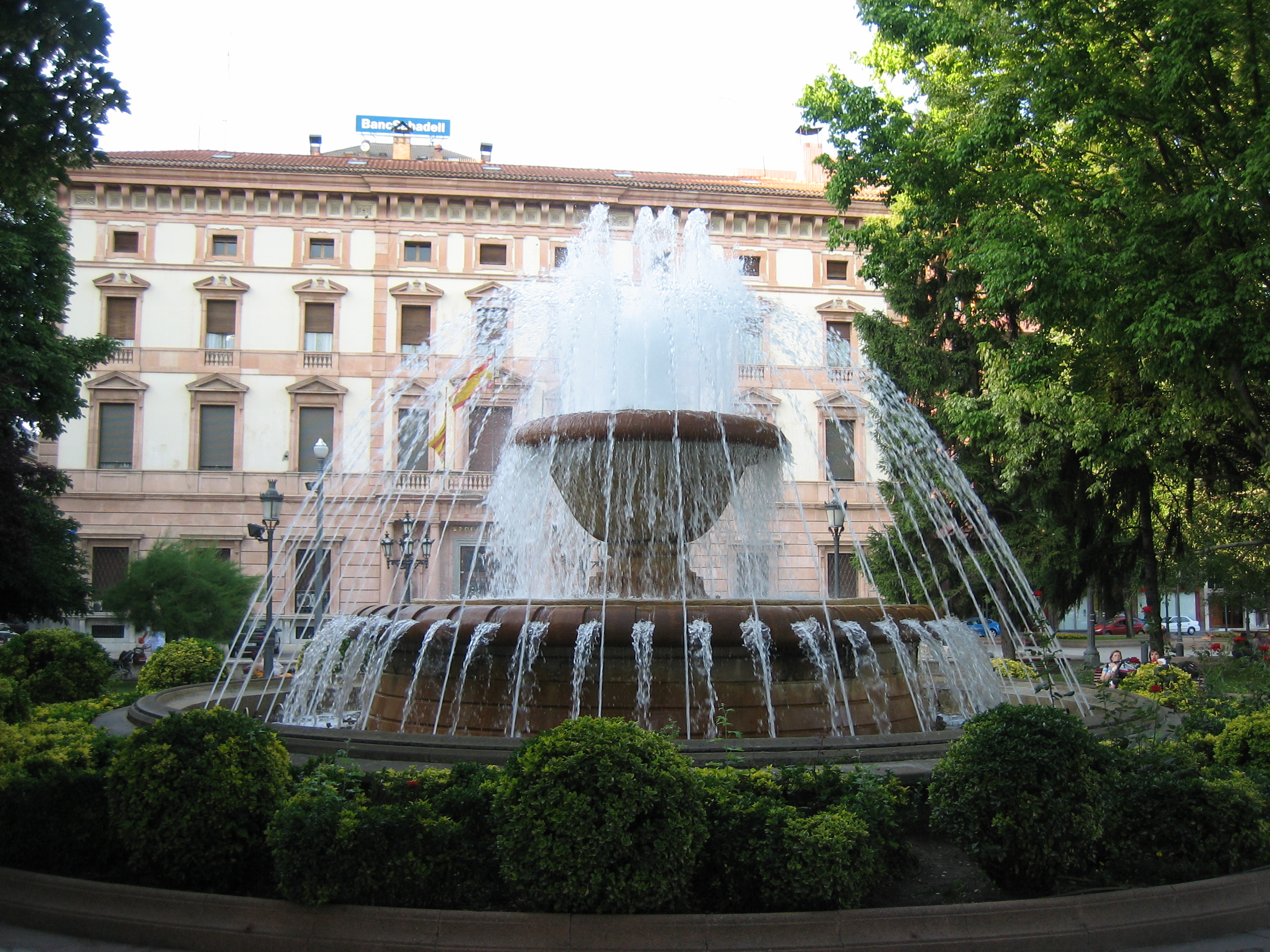
Fuente de la plaza de la Paz

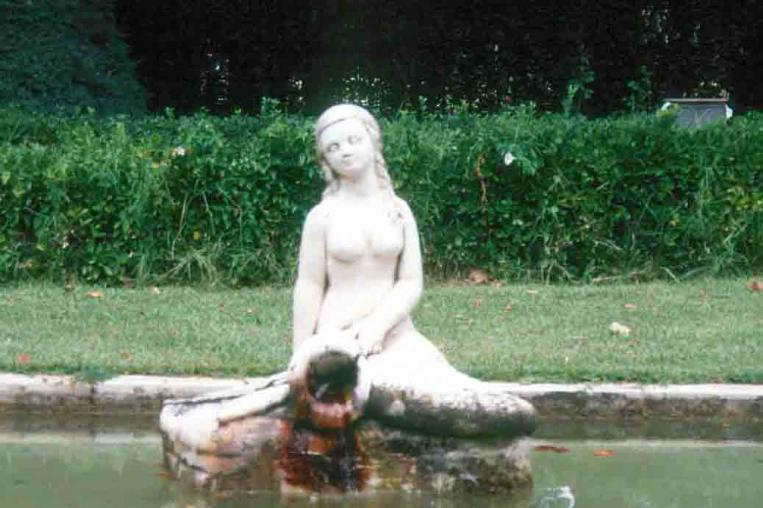
Fuente de la Sirena

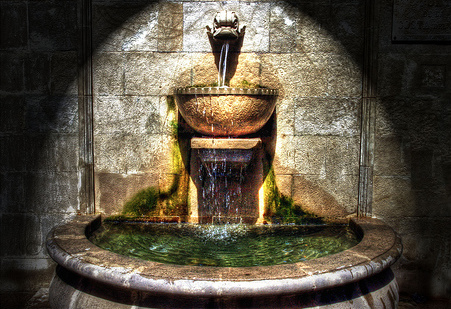
Fuente de la Costa del Jan

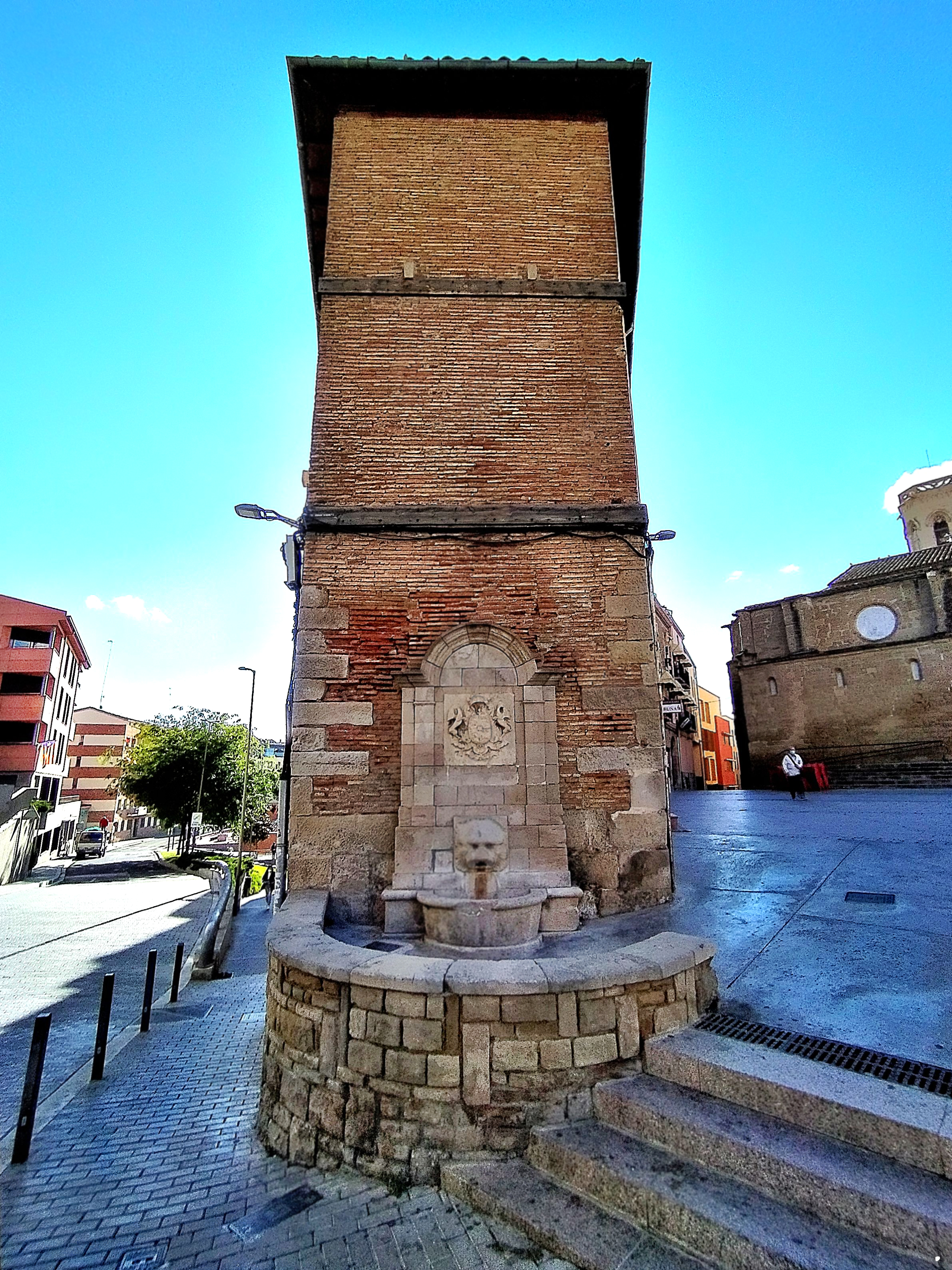
Fuente de San Lorenzo (antigua fuente de las Picas)

### Puentes

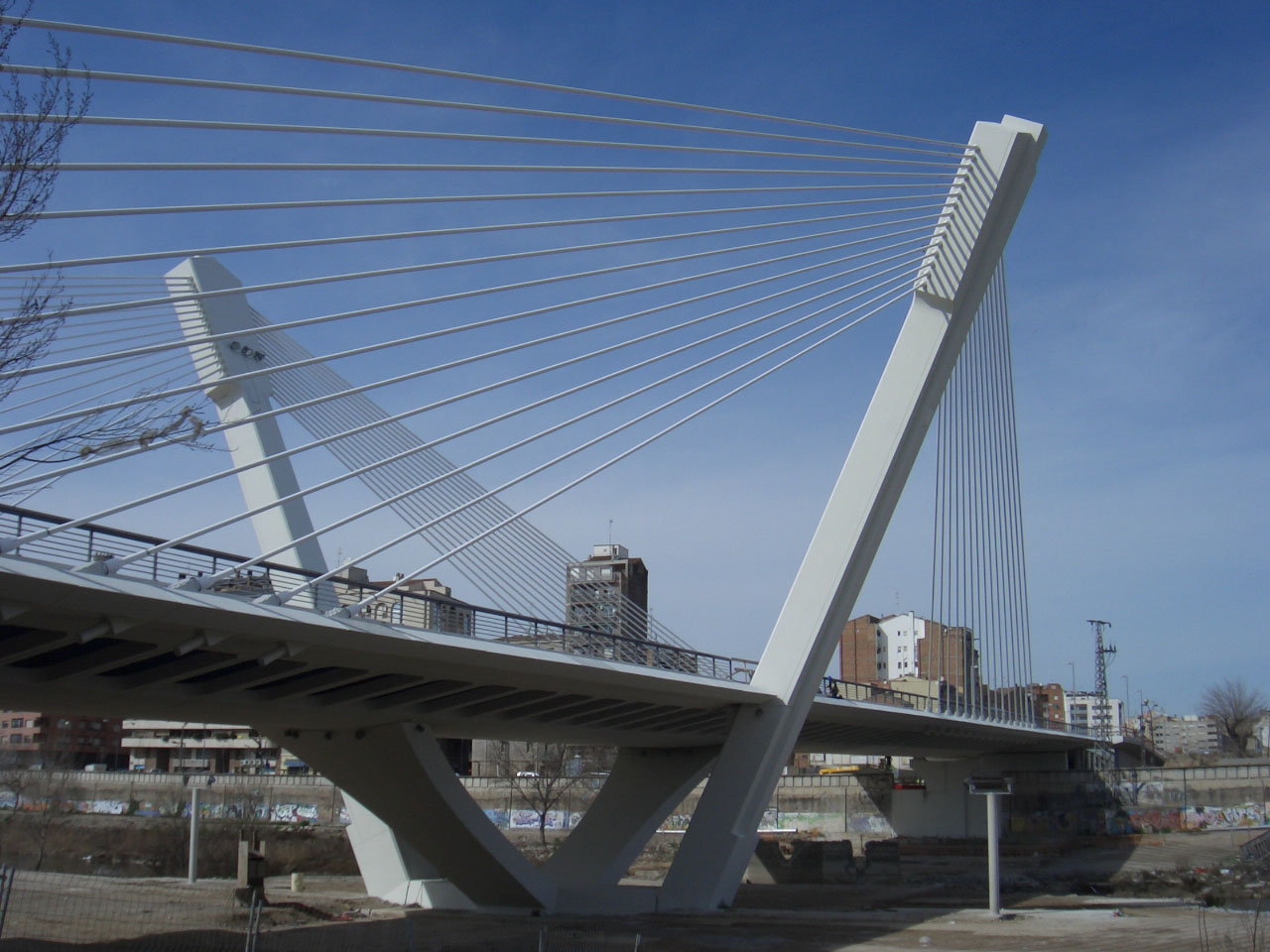
Puente Príncipe de Viana
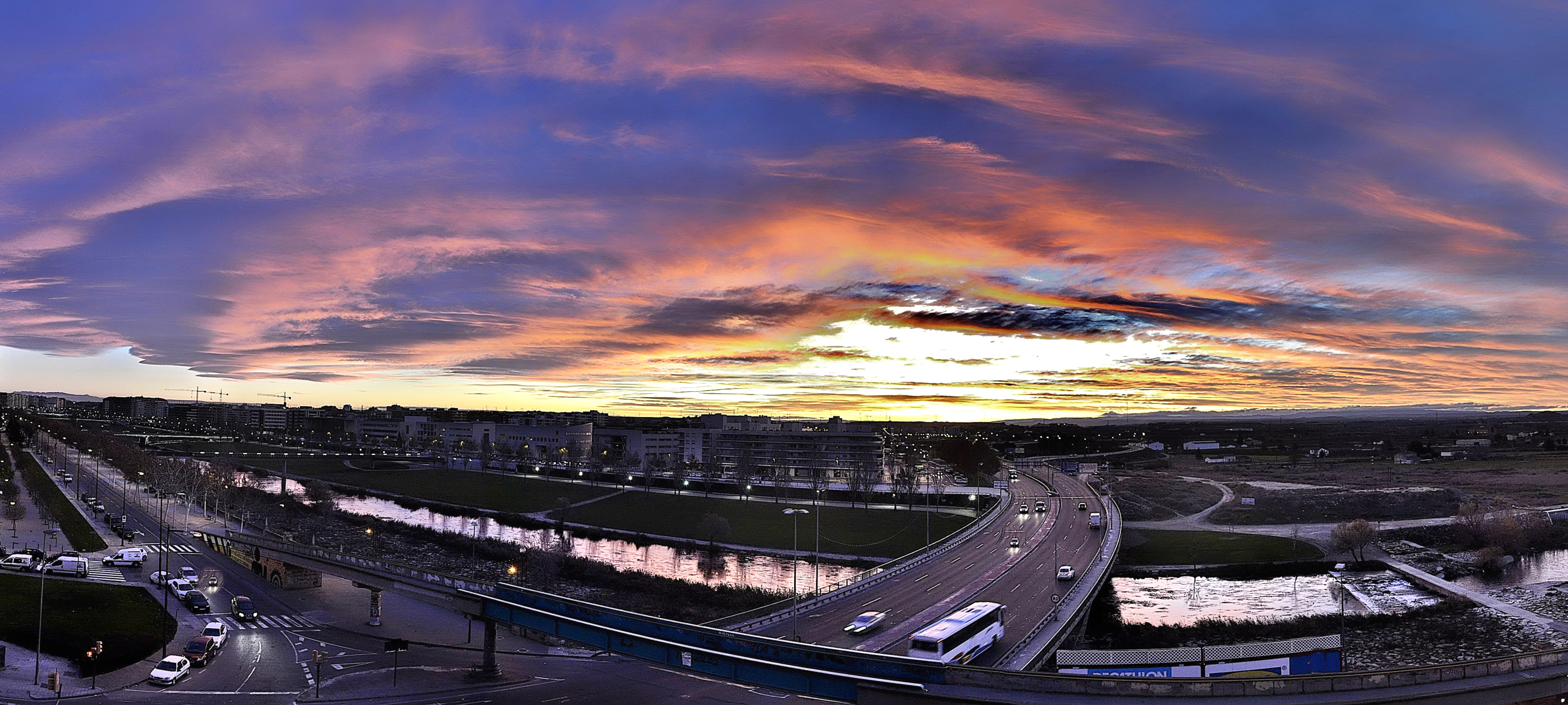
Puente Nuevo
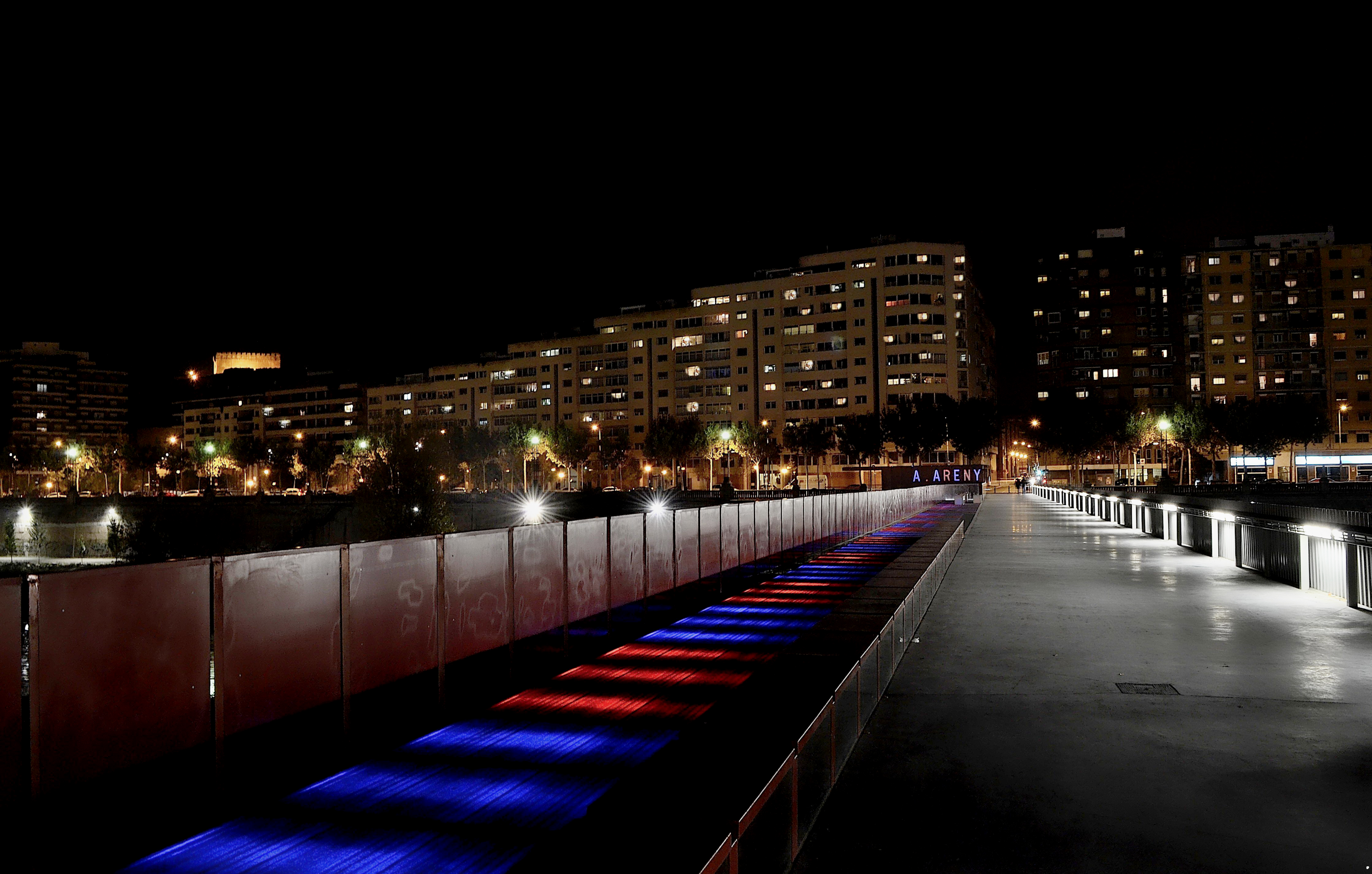
Pasarela de la Universidad

### Catedral Nueva

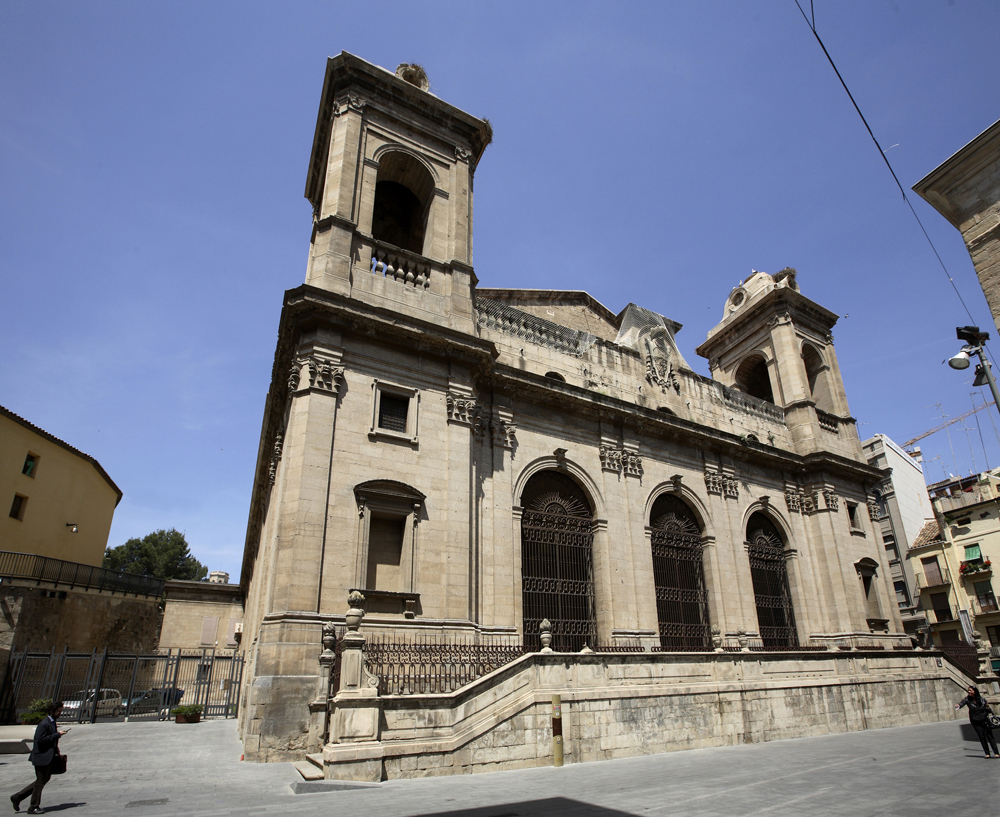
Catedral Nueva

## Administración y política

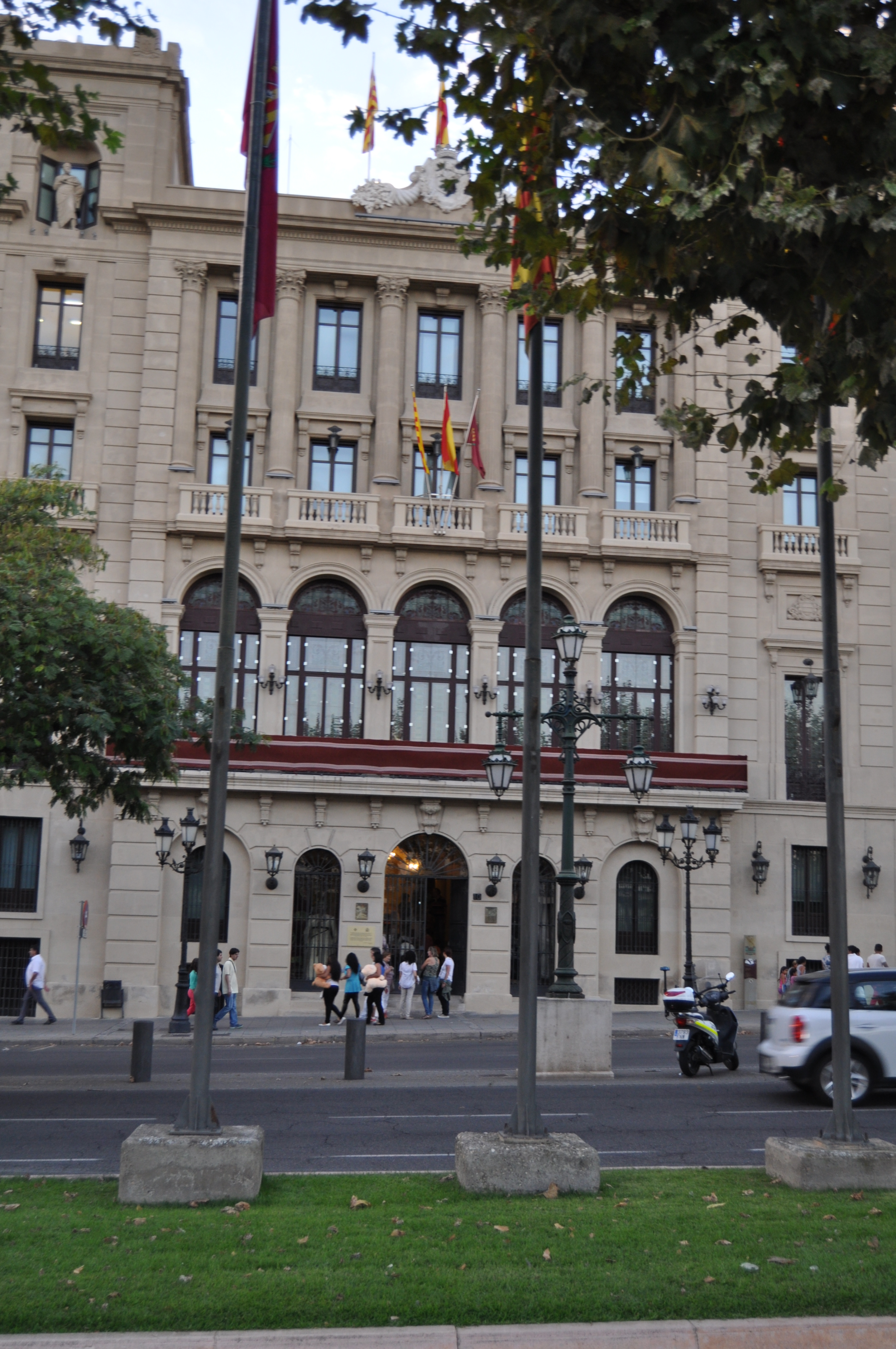
Palacio de la Paeria, sede del Ayuntamiento de Lérida

### Barrios

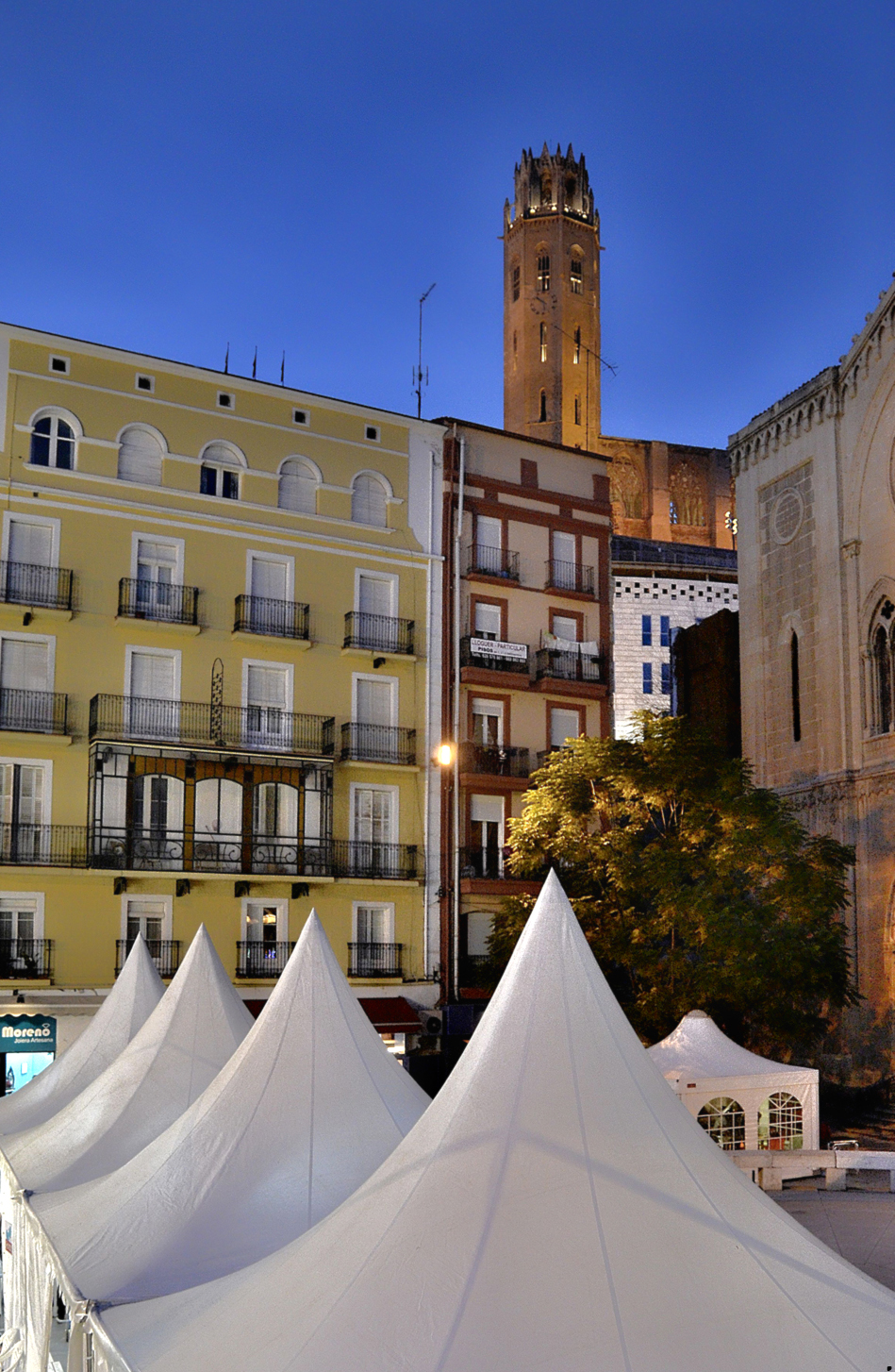
Torre de la Seo Vieja

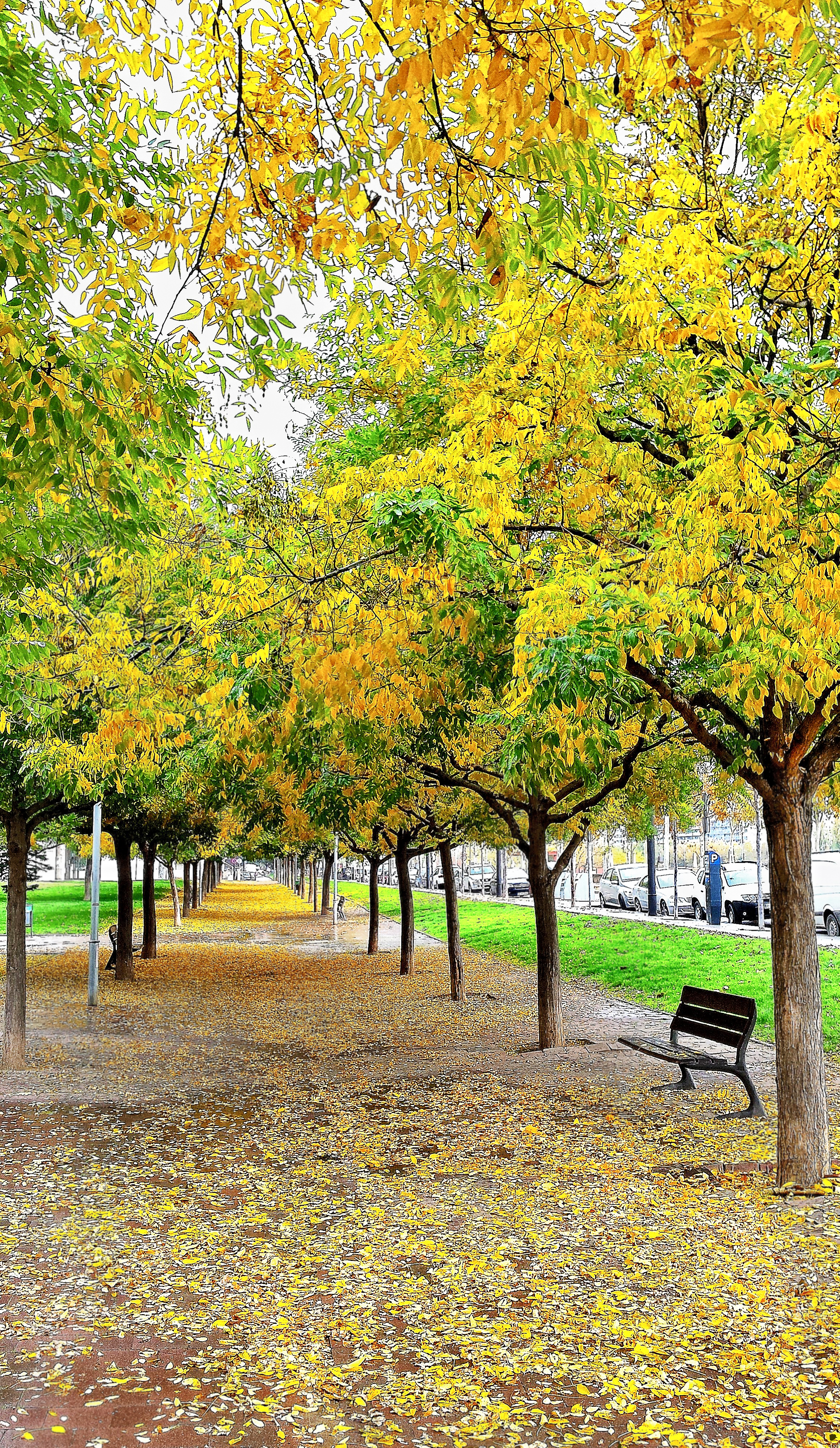
Parque Ernest Lluch

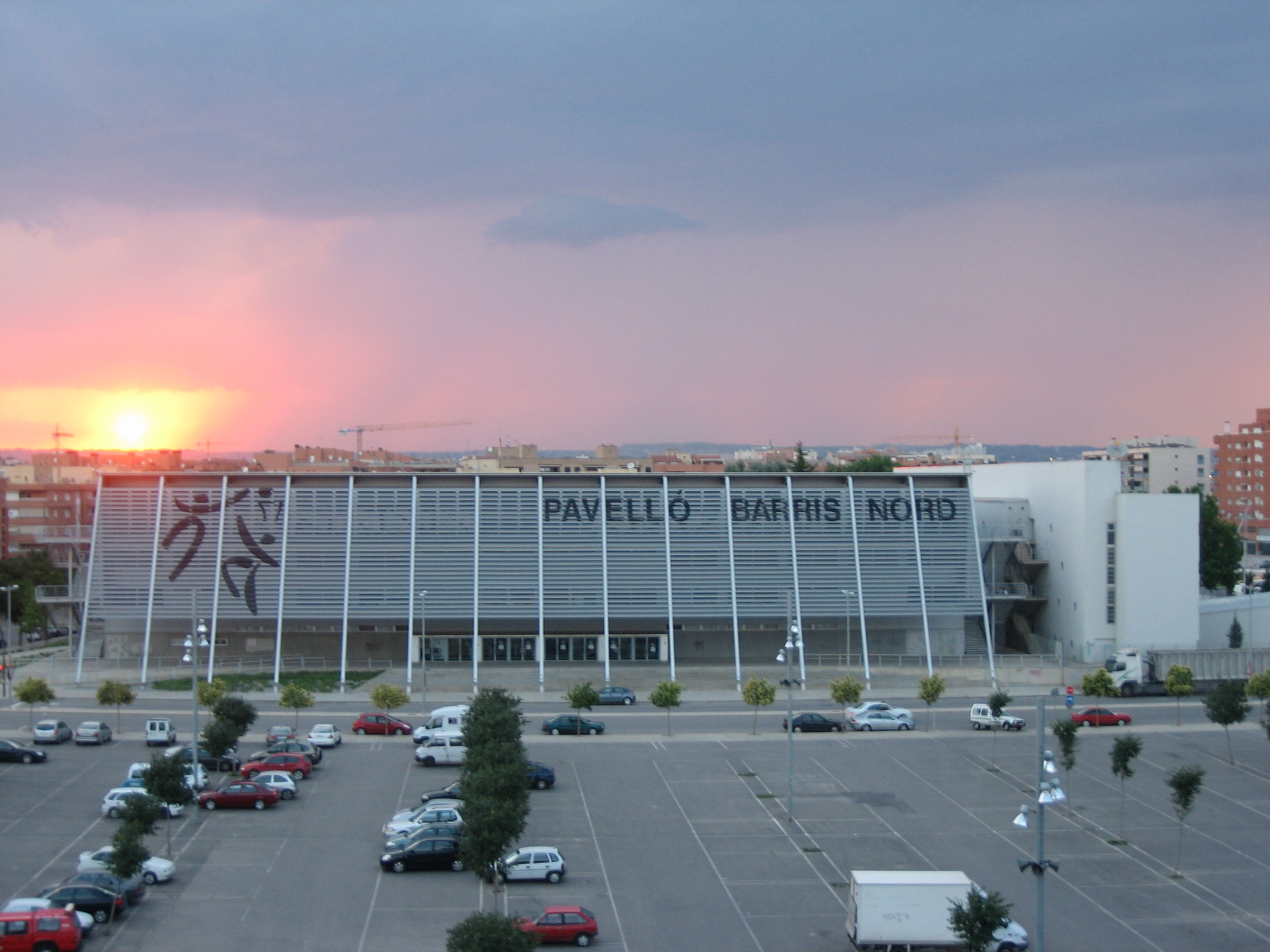
Pabellón Barris Nord

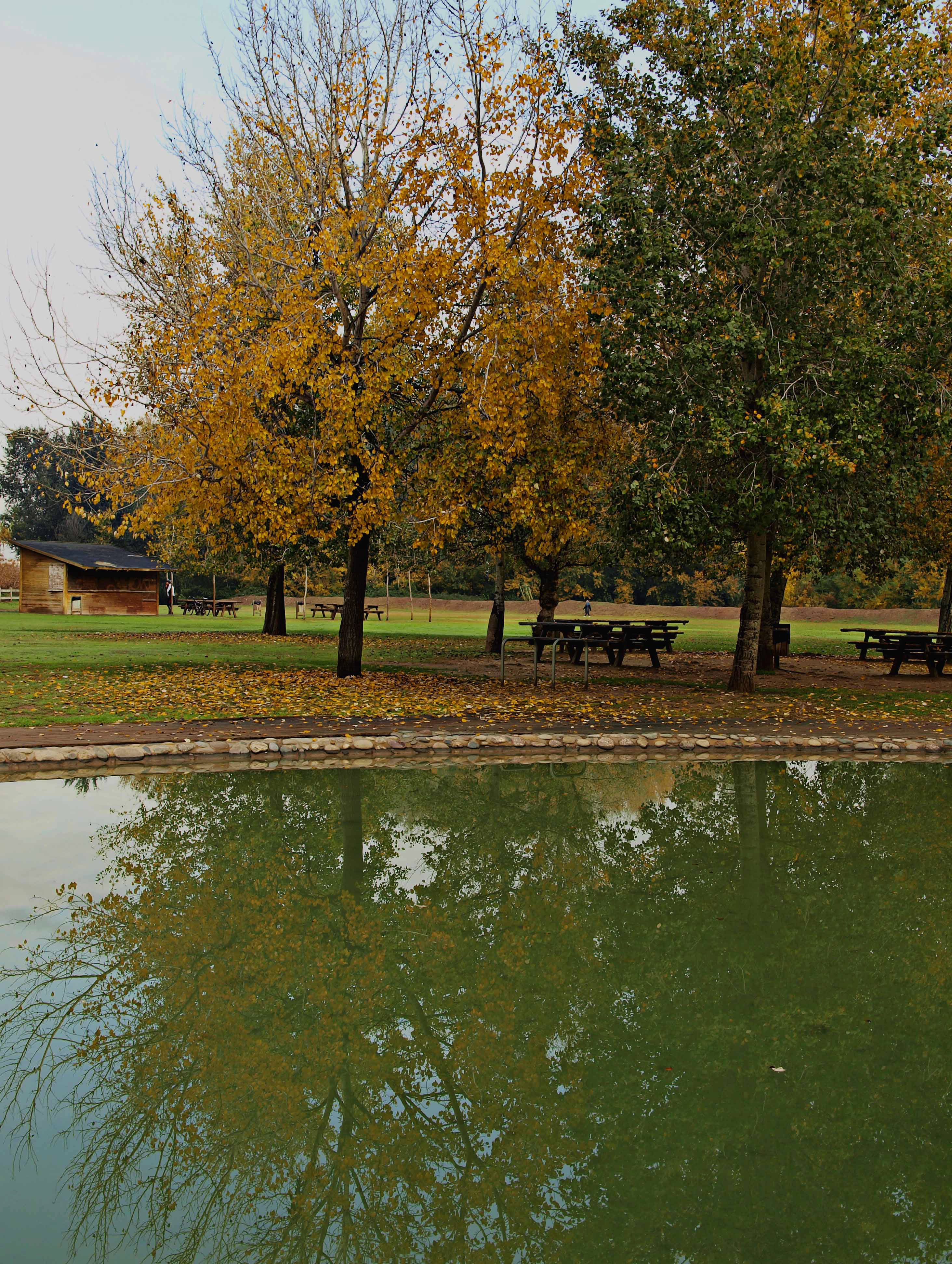
Parque de la Mitjana

### Fiestas locales

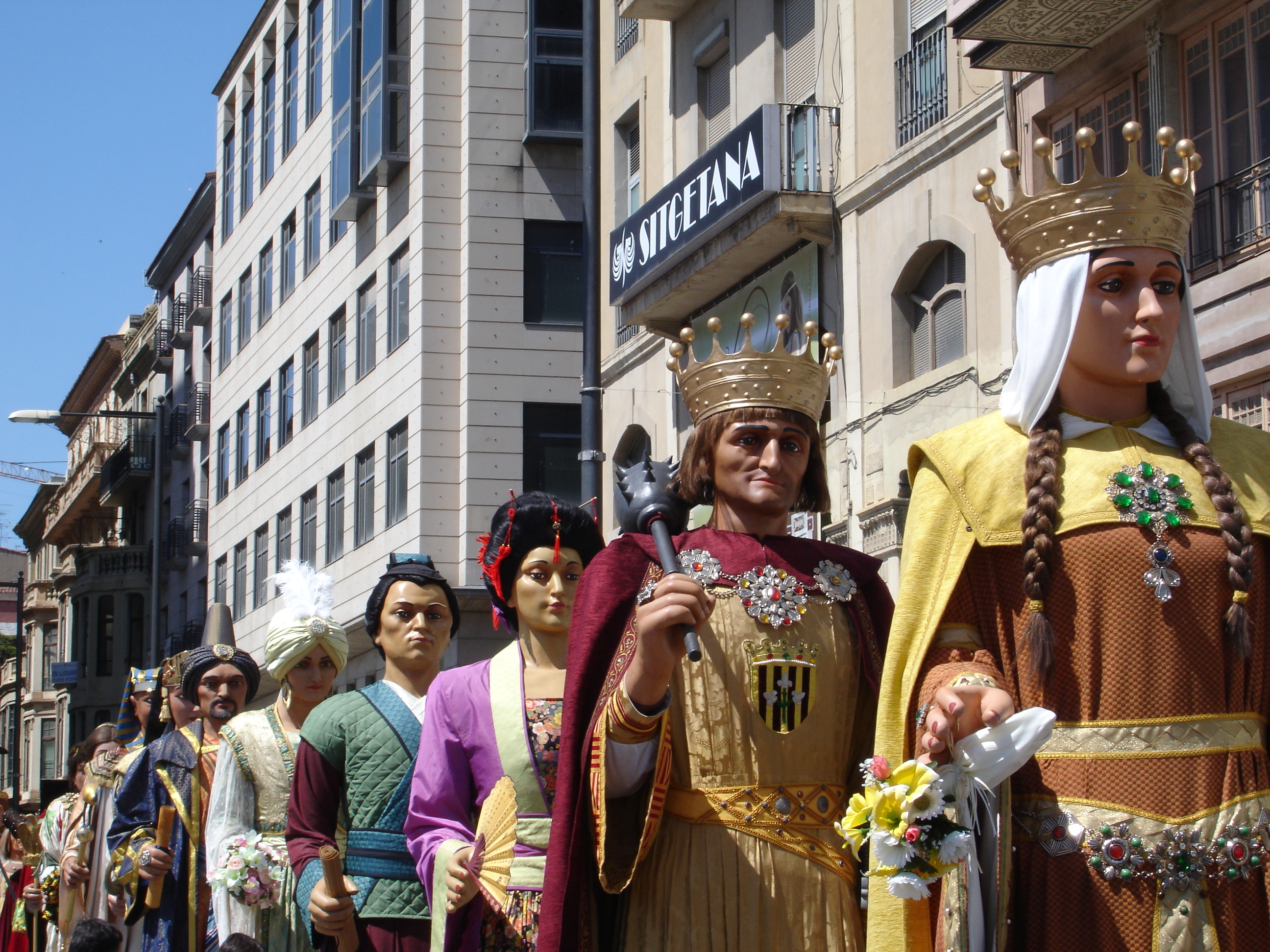
Gigantes de la Paeria de Lérida

### Gastronomía

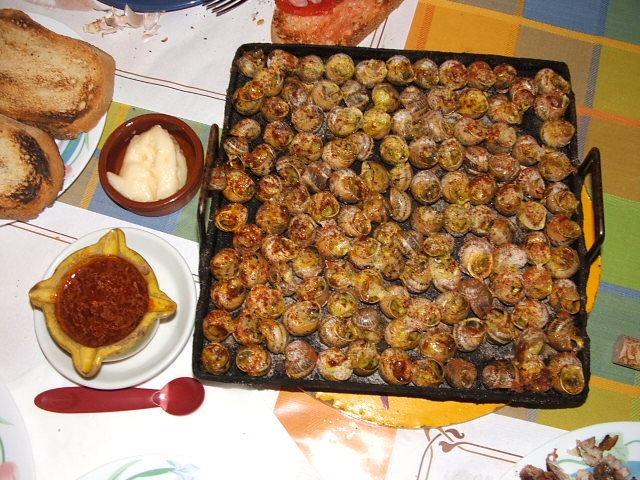
Caracoles a la llauna